# Weinbau in Deutschland

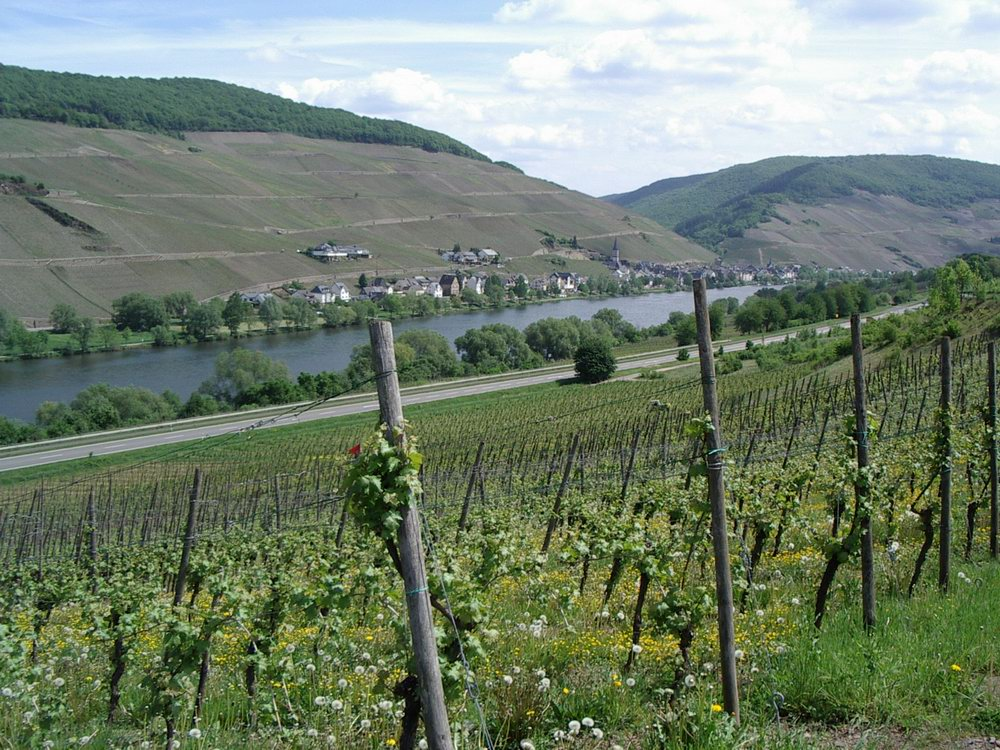
Weinbau im Moseltal bei Zell. Erkennbar ist die typische Kombination aus Steillage und der Nähe zum Wasser.

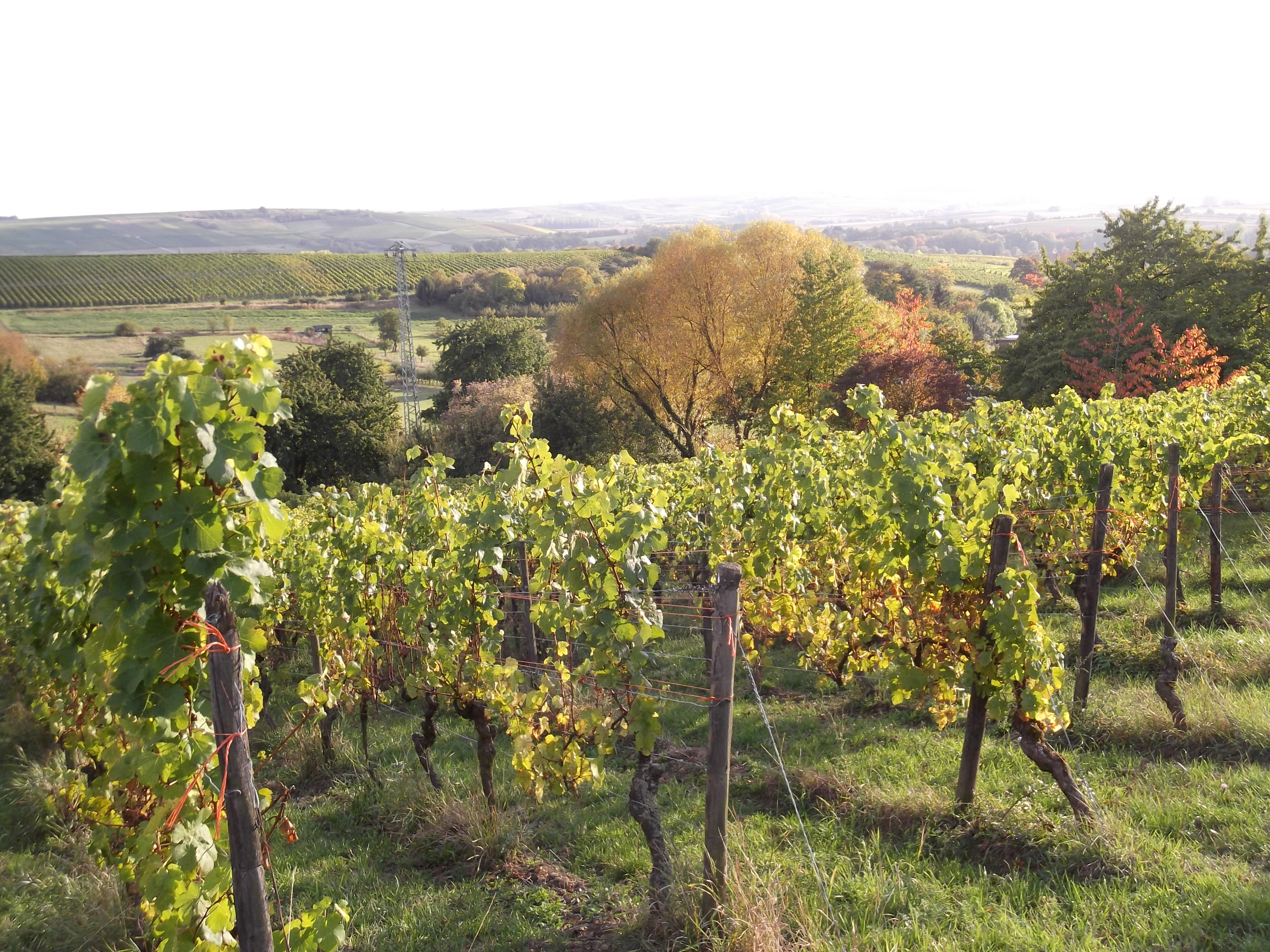
Großflächiger Weinbau auf rheinhessischen Hügeln, hier Lagen der Gemeinde Stadecken-Elsheim nahe Mainz

Die Bezeichnung Deutscher Wein steht für Wein, der in Deutschland erzeugt wird. Produktion und Vermarktung von Wein in Deutschland sind durch europäisches und deutsches Weinrecht reguliert.

## Geschichte des Weinanbaus in Deutschland

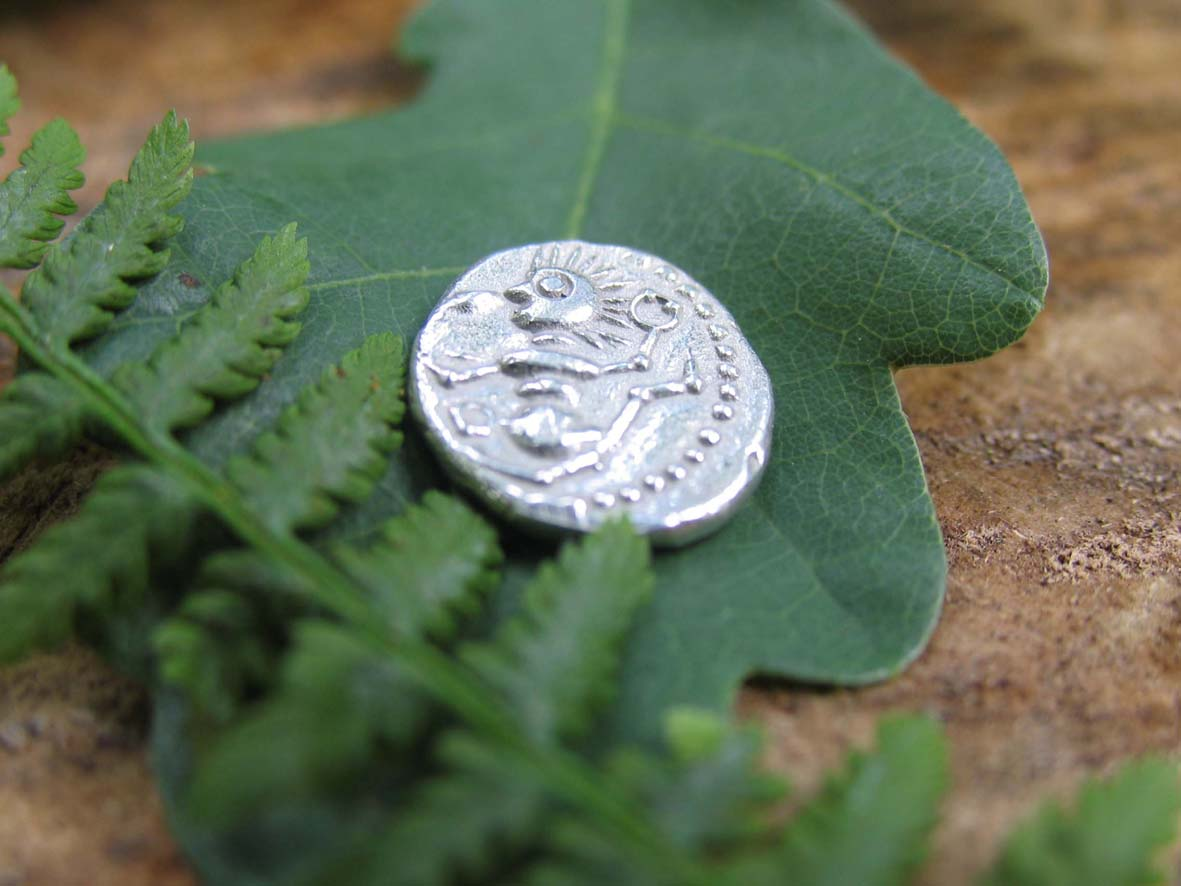
Keltische Silbermünze vom Dünsberg, so genanntes Tanzendes Männlein. Das Geldwesen wurde von Griechen und Römern übernommen.

Bereits die Kelten tranken selbst erzeugten Wein. Möglicherweise pressten und vergärten sie Früchte von Wildreben, die im Moselraum schon in der Jungsteinzeit verbreitet waren. Ob sie deren Kultivierung und Veredlung zu Weintrauben beherrschten, ist aber archäobotanisch erst für die spätere, die galloromanische Zeit nachgewiesen. Wein in Amphoren importierten sie, archäologisch belegt, noch weit bis in die Zeiten der römischen Herrschaft. In der Folge der Unterwerfung Galliens während des gallischen Kriegs durch Gaius Iulius Caesar gelangte der Weinbau mit den römischen Legionen über das Rhonetal bis an die Mosel und an den Rhein. Die Eliten und vermögenden Schichten der römischen Kolonisatoren aber bevorzugten Weine aus den südlichen Provinzen des Reichs. Um diesen Handel zu schützen, schränkte 92 n. Chr. Kaiser Domitian (81–96) per Verordnung den Weinanbau in den gallischen Provinzen ein. Kaiser Probus (232–282) erlaubte um 278 n. Chr. den Anbau wieder, weil mit der Ausbreitung der römischen Zivilisation und Stationierung großer Heere der Weinbedarf gestiegen war.

Caesars Feldzüge während der Eroberung Galliens. Zur Versorgung der römischen Legionen mit Wein folgte der Weinbau.

Trotz der kurzen Regierungszeit des römischen Kaisers Probus (232–282) gehört er in einigen Regionen heute zu den auch Laien bekannten römischen Kaisern. Dies rührt von einer Nachricht in der Probus-Biographie der Historia Augusta her, wo es in Kapitel 18,8 heißt:

“Gallis omnibus et Hispanis ac Brittannis hinc permisit, ut vites haberent vinumque conficerent.”

„Er erlaubte allen Galliern, Spaniern und Briten, Reben zu besitzen und Wein herzustellen.“

Deshalb gilt Probus in zahlreichen Weinbaugebieten nördlich der Alpen (Österreich und an der Mosel) als derjenige, der dort den Weinbau eingeführt hat. Sicher ist, dass die Weinproduktion in diesen Regionen nach der Mitte des 3. Jahrhunderts deutlich an Bedeutung gewonnen hat.
Der landwirtschaftliche Weinbau in Deutschland beginnt, 1977 archäologisch nachgewiesen, mit den Ausgrabungen römerzeitlicher Kelteranlagen. Bei Erdbewegungen zu Flurbereinigungen und Umlegungsarbeiten alter Weinberge an der Mittelmosel wurden Anlagen gefunden und erforscht, die auf einen Anbau ab dem 1. Jahrhundert, bereits in Hang- bzw. Steillagen, hinweisen. Ab 1979 wurden ähnliche Funde in der Pfalz (Bad Dürkheim Ungstein, Wachenheim) gemacht, die den Weinbau dort schon in römischer Zeit belegen. Die ältesten Anlagen kelterten noch über die Völkerwanderungszeit hinaus.
Die Reisebeschreibung Mosella, eine Schilderung aus dem Jahre 371 der Mosellandschaft und der Stadt Trier, wurde von Ausonius, einem hohen gallo-römischen Staatsbeamten verfasst. In dieser Beschreibung wird der Weinbau im Moseltal schriftlich belegt.
Die Lex Salica (Pactus Legis Salicae) wurde 507–511 auf Anordnung des Merowingerkönigs Chlodwig I. verfasst, womit sie eines der ältesten erhaltenen Gesetzbücher ist. Sie zählt zu den germanischen Stammesrechten. Der Raub von Rebstöcken wird dabei dem Raub von Obstgehölz gleichgestellt und mit einer Strafe von 600 Denier belegt.
In seinem Reisebericht De navigio suo aus dem Jahr 588 über seine Moselfahrt von Metz nach Andernach mit dem Merowingerkönig Childebert II. erwähnt der Dichter Venantius Fortunatus Rebhänge an Mosel und Rhein. Dazu schrieb er:

„Ringsum bieten dem Blick mit drohenden Gipfeln sich Berghöhn, Wo zu den Wolken hinan steiget das schroffe Geklipp, Hoch zu den Felsen empor senkrecht aufstrebend die Gipfel, und das rauhe Gestein, himmelan thürmt es sich auf. Dennoch bezwingt man, Frucht zu erbringen den starrenden Schiefer, Selbst der Felsen gebiert und es entströmet der Wein. Allwärts siehst du die Höh'n umkleidet mit grünenden Reben, und sanft lächelnde Luft spielet der Rank' im Gelock. Dicht in Zeilen gepflanzt in das Schiefergestein ist der Rebstock, und an die Brauen des Berg’s zieh’n sich begrenzte Geländ'. Anbau lacht aus starrenden Fels schmuck Pflanzern entgegen, selbst in der Blässe des Steins reifet die Traube sich hold. […] Dort, wo steiles Geklüft kostbarste Süße der Beeren zeugt, und an Reben die Frucht lacht in dem puren Gestein. Wo Weinberge belaubt aufstreben zu kahlen Berghöhen, und reichschattendes Grün decket das trockene Geröll: Hier sammelt die Ernte der gefärbten Trauben der Winzer, selbst am Felshang hänget er, lesend die Frucht.“

Im Jahr 628 stiftete der Frankenkönig Dagobert I. die Stadt Ladenburg und den Lobdengau an das Bistum Worms. Der Beleg dieser Stiftung spricht auch von Weinbergen bei Ladenburg. Dieser Beleg gilt als erste Erwähnung eines rechtsrheinischen Weinbaus. Erste urkundliche Erwähnungen des Weinbaus in Altbayern an den Südlagen der Donau gehen auf die Zeit der bajuwarischen Landnahme zurück, d. h. auf das 6. und 7. Jahrhundert n. Chr. Bischof Aribo von Freising spricht 649 in der Vita des Heiligen Emmeram von Regensburg bereits von der regio Baiovariorum viniferax, d. h. das weintragende Land der Bajuwaren. Schon im 8. Jahrhundert werden die Orte Winzer, Kruckenberg und Bach an der Donau als Weinanbaustätten erwähnt.
Die „Niersteiner Glöck“ wird aufgrund einer Legende aus dem Jahr 1898 als älteste Weinbergslage Deutschlands bezeichnet. Als Indiz gilt der direkte Bezug zwischen Weinberg und der St. Kilianskirche von Nierstein. Deren Vorgängerin, die St. Marienkirche, wurde von Karlmann – dem Sohn Karl Martells und Onkel Karls des Großen – im Jahr 742 dem Bistum Würzburg geschenkt. Viele Jahrhunderte war an den Bischof von Würzburg der Zehnte zu entrichten. Die Urkunde von 742 ist nicht überliefert, ihr Inhalt lässt sich aber über eine weitere Urkunde von 822 rekonstruieren. Weinberge oder die Niersteiner Glöck als Lage werden darin nicht genannt. Daher kann nicht von einer Erstnennung der Lage gesprochen werden. Die älteste Nennung der Niersteiner Glöck findet sich im 15. Jahrhundert im Seelgerätbuch des Niersteiner Pfarrarchivs St. Kilian.

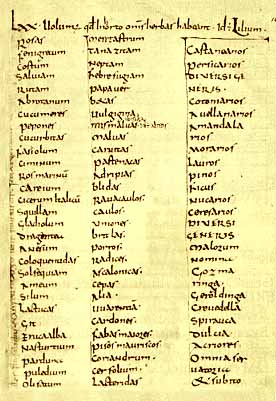
Auszug aus der Landgüterverordnung Capitulare de villis vel curtis imperii

Die Landgüterverordnung Capitulare de villis vel curtis imperii, die Karl der Große als detaillierte Vorschrift über die Verwaltung der Krongüter erließ, ist eine berühmte Quelle für die Wirtschafts-, speziell die Agrar- und Gartenbaugeschichte. Der Erlass ist in einer einzigen Handschrift überliefert, die in der Herzog August Bibliothek in Wolfenbüttel aufbewahrt wird.
Die Vorschriften der insgesamt recht kurzen Verordnung sind recht detailliert, so wird vorgeschrieben, dass Wein in Fässern, nicht in Weinschläuchen aufzubewahren sei, dass die Trauben wegen der Reinlichkeit nicht mit den Füßen zu entsaften seien (Kap. 48) etc.
Eine immer weiterverbreitete Legende ist es, dass das Capitulare den Winzern das Recht einräumt, den eigenen Wein auszuschenken (vgl. Straußwirtschaft in den Gebieten Pfalz und Rheingau, Besenwirtschaft in Baden und Württemberg oder Heckenwirtschaft in Franken). Eine solche Vorschrift findet sich dort jedoch nicht.
Im 8. Jahrhundert finden sich im klösterlichen Kontext erste Belege für Weinbau in zahlreichen Orten Deutschlands. Bei einer der ältesten Nennungen handelt es sich um eine Schenkung an das Kloster Fulda vom 18. Januar 752: Der Mainzer Erzbischof erwarb hierzu einen Weinberg an der Mainzer Stadtmauer sowie einen weiteren im benachbarten Bretzenheim. Die Schenkung ist im Codex Eberhardi überliefert. Ein Steinrelief am Bretzenheimer Rathaus erinnert mit der abweichenden, falschen Jahreszahl 753 an diese älteste Urkunde über Weinbau in Rheinhessen.
Am 17. Juni 766 machte Hairdin dem Kloster Lorsch mit einem Weinberg aus Wintersheim, der 4 Ohm (= ca. 550 bis 700 Liter) Wein bringt, die erste Schenkung. Am 7. Januar 777 schenkte Karl der Große den „fiscus Hammelburg“ an das Kloster Fulda. Die Schenkung Karls des Großen umfasste auch Weinberge. Wegen der frühen Erwähnung wird Hammelburg auch als älteste Weinstadt Frankens bezeichnet. Insbesondere Karls Förderung des Christentums sollte eine nachhaltige Wirkung auf den deutschen Weinbau haben. Insbesondere die Kirche und die Klöster bereiteten damals guten Wein und verbrauchten ihn auch in Form des Messweins.

### Die Bedeutung der Klöster im Mittelalter
Viele der heute noch bekannten Weinlagen gehen auf Klostergründungen dieser Zeit zurück. Der Legende nach ist die Anlage des Rheingauer Johannisbergs auf Karl zurückzuführen, der von seiner Pfalz in Ingelheim aus beobachtet haben soll, dass der Schnee auf dem Johannisberg als erstes schmolz. In der Tat wurde im Jahr 772 eine Schenkung von Geisenheimer Ländereien an die Abtei Fulda beurkundet. 817 tauschten die Mönche sie mit Ludwig dem Frommen gegen Ländereien in der Wetterau. Der Vertrag erwähnt explizit die Lage der Parzelle am Elsterbach, der am Fuß des Johannisberges fließt. Kaiser Otto II. verlieh in der Veroneser Schenkung 983 den Mainzer Bischöfen die Hoheitsrechte über den westlichen Teil des Rheingaus; für den Weinberg hatte sich aber bereits zuvor der Name „Bischofsberg“ etabliert. Um 1100 schenkte der Mainzer Erzbischof Ruthard ihn dem Mainzer Benediktinerkloster Sankt Alban, das dort eine neue Mönchsgemeinschaft einrichten sollte. Das neue Kloster wurde dem heiligen Johannes geweiht, und in der Mitte des 12. Jahrhunderts erschien erstmals die Bezeichnung „Sankt Johannisberg“ für den Besitz. Der Weinberg wird noch heute von Schloss Johannisberg bewirtschaftet.
Urkundlich verbrieft kann die Geschichte des Weinbaus im Ahrtal bis in die zweite Hälfte des 8. Jahrhunderts zurückverfolgt werden. Im Jahre 893 nennt der Prümer Urbar größere Weinberge in acht Ahrsiedlungen. In diesem Güterverzeichnis verzeichnete die Abtei Prüm eine Reihe weinabgabepflichtiger Güter, darunter in Ahrweiler, Walporzheim, Dernau und Altenahr.
Das 1123 gegründete Kloster Kamp war das erste Zisterzienserkloster im deutschen Sprachraum. Laut Satzung des Zisterzienserordens musste jedes Kloster einen eigenen Weinberg besitzen, den Kamp als Weingut in Moselweiß bei Koblenz besaß.
Im Jahr 1136 wurde von Bernhard von Clairvaux mit Kloster Eberbach ein weiteres rechtsrheinisches Zisterzienserkloster gegründet. Erzbischof Adalbert hatte den Zisterziensern bereits die Lage Steinberg bei Hattenheim geschenkt. Abt Ruthard und 12 Mönche bezogen die schon bestehenden Klostergebäude. 1186 erfolgte die Weihe der um 1145 begonnenen Klosterkirche durch Erzbischof Konrad von Mainz.
Die Eberbacher Mönche waren auch in wirtschaftlicher Hinsicht sehr erfolgreich, wobei schon bald die Haupteinnahmequelle die Erlöse aus dem Weinbau waren. Dabei waren gute Kontakte zu weltlichen Fürsten sehr hilfreich. Erste Beziehungen der Grafen von Katzenelnbogen zu Kloster Eberbach entstanden 1186 durch die Teilnahme von Hermann II. von Katzenelnbogen, dem Bischof von Münster, an der Konsekration der Klosterkirche des Klosters. Zu Beginn des 13. Jahrhunderts schenkte eine Gräfin von Katzenelnbogen dem Kloster einen bei Steinheim gelegenen Weinberg. Diether V. von Katzenelnbogen erteilte im Jahre 1219 anlässlich seines Aufbruchs zu einem Kreuzzug dem Kloster erstmals eine Zollbefreiung für dessen eigene Erzeugnisse am Zoll von St. Goar. Wichtigstes Zollgut war der vom Kloster in großer Menge erzeugte Wein, der hauptsächlich auf dem Weinmarkt in Köln abgesetzt wurde. 1245 baute Diether V. die linksrheinische Burg Rheinfels bei St. Goar und konnte damit sowohl von den rheinaufwärts als auch von den rheinabwärts fahrenden Schiffen Zoll erheben (der sogenannte St. Goarer Doppelzoll). Im Jahr 1252 befreiten Diether und sein Bruder Eberhard den Abt und Brüder des Klosters von allen Zöllen und sichern kostenloses Geleit durch alle katzenelnbogische Gebiete.
Durch die Zollbefreiung eröffnete sich dem Kloster ein blühender Markt. Köln hatte nach der Überführung der Reliquien der „Heiligen Drei Könige“ (der Weisen aus dem Morgenland) am 23. Juli 1164 schnell den Rang als eine der wichtigsten Pilgerstädte im Heiligen Römischen Reich deutscher Nation inne. Die erste Reise der frisch gekrönten Kaiser und Könige führte von Aachen an den Schrein der Heiligen Drei Könige. Die Pilgermassen brachten viel Geld mit in die Stadt, was auch zu einer verstärkten Ansiedlung und einem sprunghaften Anstieg der Stadtbevölkerung führte. Im Mittelalter war Köln die größte Stadt in Deutschland.
Aus dem Güterverzeichnis von Eberbach aus dem Jahr 1211 geht hervor, dass die meisten Hattenheimer Lagen zum Kloster gehörten. Die Eberbacher Weinwirtschaft expandierte und betrieb zur Blütezeit 205 Außenstellen von Köln bis Worms. An der Mosel stattete der Trierer Erzbischof Balduin von Luxemburg das Trierer Kartäuserkloster St. Alban im Jahr 1335 mit Weinbergslagen bei Eitelsbach an der Ruwer aus. Diese Lagen sind bis heute unter dem Namen Karthäuserhofberg bekannt.
Aus der Zeit um 1200 ist eine der frühesten Nennungen unterschiedlicher Qualitäten, möglicherweise auch der Sorten hunnisch und fränkisch, beurkundet: Der letztere (auch frentzsch im Sinne von französisch genannt) wurde dem ersteren (auch heunsch genannt) vorgezogen und besser bezahlt.
Es ist strittig, ob der bis ins 19. Jahrhundert geläufige Begriff „heunisch“ eine Qualitäts- oder Sortenbezeichnung ist. Herrschaften des späten Mittelalters z. B. bevorzugten „Elseßer“ oder „welschen (fränkischen) win“ für repräsentative Festessen. Eine Sortenbezeichnung war nicht üblich, da der Wein vorrangig aus Mischsatzlagen stammte, verschnitten oder mit Kräutern gewürzt war.

### Die Bedeutung der weltlichen Fürsten im Mittelalter
Nicht überall wurde der Weinbau von den Klöstern beherrscht. Die historische Landschaft Leiningerland war ebenfalls Rebland. In Dirmstein beispielsweise wurde der Rebanbau im Jahr 1141 erstmals urkundlich erwähnt. Dominiert wurde der Weinbau in dieser Gegend von den Leiningern, das Kloster Weißenburg konnte dort keine Akzente setzen.
Die Gemeinden Deidesheim, Forst und Ruppertsberg waren im weltlichen Besitz der Bischöfe von Speyer. Oppenheim, Nierstein und Bacharach gehörten zur Kurpfalz, die von den Pfalzgrafen bei Rhein beherrscht wurde, Bingen hingegen zu Kurmainz.
Mit der Ersterwähnung der Burg Hornberg in Baden-Württemberg im Jahre 1184 wird auch von den zur Burg gehörenden Weinbergen berichtet. Es gibt viele Anhaltspunkte die bereits einen Weinbau seit der Römerzeit in Neckarzimmern nahelegen. Das Weingut Burg Hornberg gilt heute nach Urkundenlage als das zweitälteste noch existierende Weingut der Welt und das älteste Weingut in Baden-Württemberg.
Durch einen immer größer werdenden Anspruch an Qualität wurden Weinberge mit speziellen Rebsorten angelegt statt des bislang üblichen gemischten Satzes. Nach dem traditionellen Rotwein wurde immer stärker auch Weißwein angebaut. Im Verlauf des Jahres 1435 wurde in Rüsselsheim von Graf Johann IV von Katzenelnbogen, einem Mitglied des Hochadels des Heiligen Römischen Reiches Deutscher Nation, zum ersten Mal Riesling angebaut, während Kloster Eberbach um 1470 weiterhin auf die Rebsorten Klebrot und Grobrot setzte und seinen Wein in einem Riesenfass, dem größten seiner Zeit, sammelte. Der Graf besaß hunderte Weinberge. Der katzenelnbogener Handelshof Templerhof in Mainz verzeichnete alleine an nicht zu verzollenden Weinen eine Menge von 150.000 Litern, nach Quellen der Historischen Kommission für Nassau sogar von 1,5 Mio. Litern.

### Der Weinhandel im Mittelalter

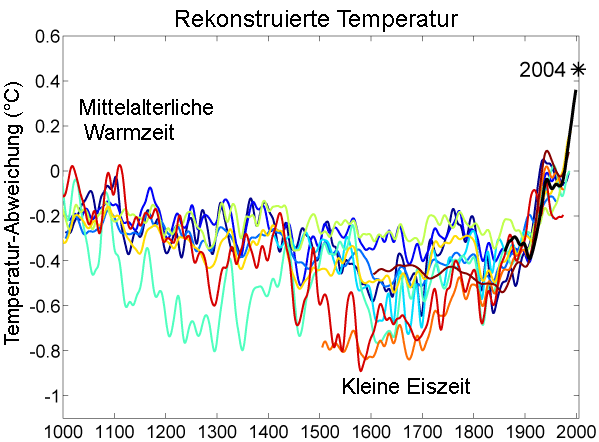
Rekonstruierter Temperaturverlauf der letzten 1000 Jahre nach verschiedenen Quellen

Vom 9. bis in das 14. Jahrhundert herrschte ein vergleichsweise mildes Klima. Diese Periode wird auch Mittelalterliche Warmzeit oder Mittelalterliches Klimaoptimum genannt. Regional und zeitlich versetzt lag die Jahresdurchschnittstemperatur in dieser Zeit um wenige Zehntel- und bis zu 1,0 Grad Celsius höher als gewöhnlich. Durch das warme Klima begünstigt, wuchs die Bevölkerung generell stark an. In ganz Europa blühte der Weinbau. Bedeutende Rebflächen entstanden in der Nähe der Städte, um den lokalen Markt beliefern zu können. Nicht zuletzt aufgrund der Tatsache, dass der Wein wegen seines Alkoholgehaltes oft keimärmer und sauberer als Wasser war, stieg seine Beliebtheit noch weiter.
Vor dem Dreißigjährigen Krieg erlangte die Rebfläche das größte Ausmaß der Geschichte. Umfangreiche Weingärten wurden auch in klimatisch ungünstigen Gebieten angelegt, sie reichten in ihrer nördlichen Ausdehnung bis nach Kloster Doberan, an Aller und Weser in Niedersachsen, Königsberg in Ostpreußen, Thorn in Westpreußen oder Grünberg in Schlesien. Über die Qualität der Weine dieser Region ist wenig bekannt, und die Existenz dieser Weinberge war eher der Notwendigkeit geschuldet, den Wein als wichtiges liturgisches Mittel zur Verfügung zu haben, und weniger der Qualität des Produkts.
Anfang des 16. Jahrhunderts wurden sogar das hügelige Oberschwaben und die stark bewaldeten Täler im nördlichen Franken gerodet. Im Westen Deutschlands wurde der Weinbau am Niederrhein, im Lahntal bis Wetzlar und Gießen, am Rande des Taunus, im Sauerland, an der Ruhr sowie in Westfalen südlich von Münster dokumentiert. Die gesamte Rebfläche wurde auf mehr als 300.000 Hektar geschätzt. Dieser Wert liegt ungefähr dreimal so hoch wie heute. Zu dieser Zeit wurde jedoch auch das Elsass zum Gebiet des deutschen Weinbaus hinzugezählt. Die elsässischen Rebflächen breiteten sich bis nach Mülhausen aus.
Die Produktion überstieg stets den örtlichen Bedarf. Da die Weinberge häufig am Rhein und seinen großen Nebenflüssen lagen, konnten die Weine bequem nach Holland, Skandinavien und England gelangen. Die wichtigsten Handelszentren des deutschen Weinbaus waren im Mittelalter die Städte Speyer, Worms, Mainz, Frankfurt am Main, Colmar, Straßburg, Bacharach und allen voran Köln. (siehe auch den Artikel Historischer Weinanbau und Weinhandel in Köln)
Die Zersplitterung in einzelne Territorien und Länder führte dazu, dass es in Deutschland eine erhebliche Zahl von Zollgrenzen gab. Es heißt, dass der Warenverkehr auf dem Rhein zwischen Straßburg und der holländischen Grenze 31 Zollstationen durchlaufen habe. Diese Situation hatte im Übrigen noch lange ihre Gültigkeit. Allein innerhalb der preußischen Provinzen gab es zu Beginn des 19. Jahrhunderts über 67 lokale Zolltarife mit ebenso vielen Zollgrenzen. Bei einem Transport von Königsberg nach Köln beispielsweise wurde die Ware etwa achtzig Mal kontrolliert.
Handelsbeziehungen zwischen Köln und England waren ab dem 10. Jahrhundert belegt. Ein großer Konkurrent im Weinhandel war dabei das Weinbaugebiet Bordeaux. Einen großen Schub erhielt Bordeaux im Jahr 1152: Durch die Heirat von Henry Plantagenet, dem späteren König Heinrich II. von England, mit Eleonore, der Erbin von Aquitanien, geriet ein großer Teil Westfrankreichs unter britische Herrschaft. Kaum 5 Jahre später erwirkten Kölner Kaufleute von König Heinrich II. das Recht gleicher Verkaufspreise wie sie für Weine aus Bordeaux galten. Ende des 14. Jahrhunderts exportierte Köln Rhein- und Moselweine in ganz Nordeuropa.
Frankfurt am Main hingegen konzentrierte sich auf den Handel mit Elsässer Wein. Schon im Jahre 1240 zeigte sich eine allmählich wachsende überregionale Bedeutung der Frankfurter Herbstmesse. Kaiser Friedrich II. gewährte am 11. Juli 1240 mit einem Messeprivileg allen zur Messe nach Frankfurt Reisenden sicheres Geleit. Damit war Frankfurt am Main die erste Messestadt der Welt. In den Jahrbüchern des Frankfurter Bartholomäusstiftes finden sich bereits 1270 Herkunftsnamen von Kaufleuten aus Frankreich, Italien, Ungarn, Böhmen und Polen. Im Gegensatz zu Köln bediente man nicht nur nördliche Gebiete, sondern erschloss den süddeutschen Raum, die Schweiz sowie das östliche Mitteleuropa.
Die fortschreitende wirtschaftliche Erschließung Osteuropas führte zu einer erheblichen Ausweitung des europäischen Fernhandels. Von den Messen dieser Zeit gewann die Frankfurter Messe, die zur Drehscheibe des Fernhandels wurde, die größte Bedeutung. Dies galt zum einen für die alte Herbstmesse, zum anderen aber auch für die 1330 beginnende neue Fasten- und Frühjahrsmesse. Diese hatte Kaiser Ludwig der Bayer der Stadt Frankfurt am 25. April 1330 gewährt. Sie war hauptsächlich für Wintererzeugnisse wie Wolle oder Wein gedacht.
Ihren wirtschaftlichen wie kulturellen Höhepunkt erreichte die Stadtentwicklung der Stadt Ulm um 1500: Ulm besaß das nach Nürnberg zweitgrößte reichsstädtische Territorium auf dem Gebiet der heutigen Bundesrepublik Deutschland. Drei Städte sowie 55 Dörfer gehörten zum Gebiet. Die Stadt war wichtiger Umschlagplatz für Eisen, Textilwaren, Salz, Holz und Wein. Insbesondere Wein aus Stuttgart (→ Weinbau in Stuttgart) wurde über Ulm in den Osten exportiert.
Im Jahre 1482 versammelten sich in Kitzingen die Abgesandten der fränkischen Fürsten, der Bischöfe von Würzburg und Bamberg, des Kurfürsten Albrecht Achilles von Brandenburg und die der Freien Reichsstadt Nürnberg. Das Ziel war, der weitverbreiteten Weinpanscherei Einhalt zu gebieten. Das am 29. September des gleichen Jahres beschlossene Gesetz, bekannt als das Kitzinger Weingesetz von 1482 oder auch als das 1. Fränkische Weingesetz, galt seinerzeit vom Bodensee bis nach Sachsen.

### Die Krise des 16. Jahrhunderts und die Zeit des Dreißigjährigen Kriegs

Johann Paul Knohll: Klein Vinicultur-Büchlein von 1667

Ab 1524 kam es zu den als Deutscher Bauernkrieg (auch Erhebung des gemeinen Mannes) bekannten lokalen Bauernaufständen in weiten Teilen des süddeutschen Sprachraumes. Die Bauern trugen die Hauptlast zur Aufrechterhaltung der Feudalgesellschaft: Fürsten, Adel, Beamte, Patrizier und der Klerus lebten von deren Arbeitskraft, und da die Zahl der Nutznießer immer weiter anstieg, stiegen auch die Abgaben, die die Bauern zu leisten hatten. Neben dem Großzehnt und dem Kleinzehnt auf die meisten ihrer erwirtschafteten Einkünfte und Erträge zahlten sie Steuern, Zölle und Zinsen und waren häufig ihren Grundherren zu Fron- und Spanndiensten verpflichtet. Dazu kam, dass lokal die Realteilung angewandt wurde, die bei gleich bleibender Gesamtproduktionsfläche zu immer kleineren Höfen führte. Viele dieser Kleinstbauernhöfe waren angesichts der hohen Belastungen nicht mehr wirtschaftlich zu führen.
Die starke Expansion der Rebflächen bis zu Anfang des 16. Jahrhunderts bei gleichzeitig steigender Konkurrenz gehaltvollerer Rotweine aus Frankreich und Italien führte zu einem Überangebot. Die resultierenden Absatzschwierigkeiten führten zu sinkenden Preisen, die zuerst jene Weinbauern traf, die den Weinbau in wenig geeigneten Lagen betrieben. Die Folgen für die Aufständischen der Erhebung des gemeinen Mannes waren hart. Schätzungen zufolge hatten allein durch die Niederschlagung der Aufstände etwa 100.000–130.000 Bauern ihr Leben verloren. Teilweise ging die Gerichtsbarkeit verloren, Feste wurden verboten und Stadtbefestigungen geschleift. Alle Waffen mussten abgeliefert werden, und abends durften keine Dorfschenken mehr besucht werden.
Die Nachfrage nach Getreide für Brot und Bier stieg an. Der steigende Preis des Getreides machte in vielen Gebieten Deutschlands den Ackerbau gegenüber dem Weinbau attraktiver.

### Die kurfürstliche Weinbauverordnung 1787 für den Moselweinbau
Nach den dramatischen Folgen der Kriege des 17. Jahrhunderts war das vorwiegend agrarische, ökonomisch rückständige, geistliche Kurfürstentum Trier eine der wirtschaftlich schwächsten Regionen im Deutschen Reich. Im Bemühen um eine effizientere Landwirtschaft und Verbesserung des Marktes wurden auch Maßnahmen für den Weinbau unternommen, dessen Außenhandel wegen mangelhafter Qualität nahezu völlig daniederlag. So konnte z. B. die Kellerei der Reichsabtei St. Maximin von Trier mit dem zweitgrößten Weinbergsbesitz in den besten Lagen der Mosel, zwischen 1785 und 1787 von geernteten 921 trierischen Fudern (Vol. pro Fass 960 l) nur sechs verkaufen. Als Gründe hierfür wurden erkannt: ...daß 1. zuviel Kleinberger angebaut wird, der dazu noch 2. mit durchaus verwerflichen Trauben „Rheinisch“ (wahrscheinlich gemeint „Heinisch, Heunisch“) vermischt werde. 3. Die Stöcke würden zu hoch gezogen, und 4. der Anbau auf Flächen, die zum Weinbau nichts taugten.
Clemens Wenzeslaus von Sachsen, der letzte Erzbischof und Kurfürst von Trier, erließ am 30. Oktober 1787 eine landesherrliche Verordnung zur Qualitätsverbesserung des heimischen Weinbaues. Danach sollten innerhalb von sieben Jahren die unter dem Namen „rheinisch“ bekannte Gattung von Weinreben, die Trauben mit schlechten Eigenschaften und zu viel Säure lieferte, ausgerottet werden und durch „gute“ Reben, gemeint war damit vornehmlich grüner und rotstieliger Riesling, ersetzt werden. Es wurde dann örtlichen Gremien überlassen, einen schlechten Anbau zu erkennen und eine Neuanpflanzung anzuordnen.
Diese Anordnung wird gerne für den gesamten moselanischen Herrschaftsbereich des Trierer Kurfürsten als geltend und auch als befolgt zitiert. Die Weinbauregion Mosel wird damit zu einer Jahrhunderte alten Rieslingregion erklärt, die sie aber erst zögerlich ab Mitte des 19. Jahrhunderts wurde. Bis dahin dominierte der „Kleinberger“ (auch „Elbling“). Das Gros der Winzer, die als zinspflichtige Pächter und Kleinbauern zu einem hohen Ertrag verpflichtet waren, wollten nicht auf ihre bisherigen dickbeerigen, frühreifenden und massetragenden Reben verzichten. In den Randbereichen des Territoriums an der Obermosel, bei den Orten Nittel, Wincheringen, Nennig, Besch und Perl, wo vielfach ein Kondominium mit Frankreich und dem Herzogtum Luxemburg bestand oder in den sponheimisch-protestantischen Enklaven der Mittel- und Untermosel, hatte diese Anordnung ohnehin nur Empfehlungswert.
Wenige Jahre später gehörte das Kurfürstentum Trier Frankreich; an der Mosel galt das französische, revolutionäre Landwirtschaftsgesetz von 1792, das in Artikel 2 ...jedem Eigentümer die Freiheit einräumt, jedes beliebige Gewächs auf sein Eigentum zu setzen.

### Nach der französischen Revolution
Ende des 18. Jahrhunderts hatte die Französische Republik die Gebiete des Deutschen Reichs auf der linken Rheinseite annektiert und die feudalen Herrschaften, Verwaltungen und Gesetze aufgehoben. Die großen Weingüter des Adels, der Klöster und Kirchen wurden verstaatlicht, aufgeteilt und meistbietend versteigert – vielfach an Großkäufer, welche in den nächsten Jahrzehnten die Erwerbungen aufteilten und stückweise an die ehemals abgabepflichtigen Bauernfamilien zurückverkauften. Der Weinbau wurde Sache der bäuerlichen Winzer und des bürgerlichen Agrarhandels. Doch der Wechsel von einer herrschaftlich gelenkten Bewirtschaftung zu eigenverantwortlichem Anbau und Vermarktung bedeutete für die Masse der kleinbäuerlichen Winzer ein Leben am Existenzminimum und eine Stagnation der Weinbau- und Kellertechnik. „Sie (gemeint Winzer an der Mosel) handeln noch im alten Zeitgeist, wo eine Menge Weines ein tägliches Bedürfnis war, Kauf- und Verkaufsakten, Familienfesten, bei Zunftversammlungen etc., Saufgelage gehalten wurden, die eine Menge Weines verschlangen ohne Rücksicht auf dessen Qualität.“ beschrieb 1834 ein badischer Ökonom Weinqualität und -konsum.
Eine außergewöhnliche Häufung kalter und nasser Sommer- und Herbstmonate in der ersten Hälfte des 19. Jahrhunderts führte zu einer erstmaligen „Weinverbesserung“ größeren Ausmaßes: Mit dem „gallisieren“ (nach Ludwig Gall, Trier 1851) konnte man mit Hilfe einer bestimmten Menge von Wasser die Säure bändigen und mit Zucker die fehlende Sonne ersetzen, um „selbst aus unreifen Trauben einen sehr guten Mittelwein zu erzeugen.“ 40 Jahre später wurde dieses Verfahren als sogenannte „Nassverbesserung“ lebensmittelrechtlich reguliert.
Zu den witterungsbedingten Qualitätsproblemen behinderten Grenzen, Zölle und bürokratische Regulierungen im nachnapoleonischen Deutschland die Weinvermarktung. Zwischen 1820 und 1850 fiel an der Mittelmosel der durchschnittliche Fuderfasspreis in 20 Jahren unter 100 Reichstaler. Für das Existenzminimum eine fünfköpfigen Winzerfamilie rechnete man 200 Taler pro Jahr. Die regional unterschiedliche Verelendung im Weinbau führte zu größeren Auswanderungswellen, aber auch zu ersten genossenschaftlichen Zusammenschlüssen zur finanziellen Hilfe und kellertechnischen Weiterbildung ihrer Mitglieder. So gab es in den 1820er Jahren in Baden die ersten Winzervereinigungen und 1868 an der Ahr die erste Vereinigung mit Genossenschafts-Satzung.

## Bedeutung und Umfang

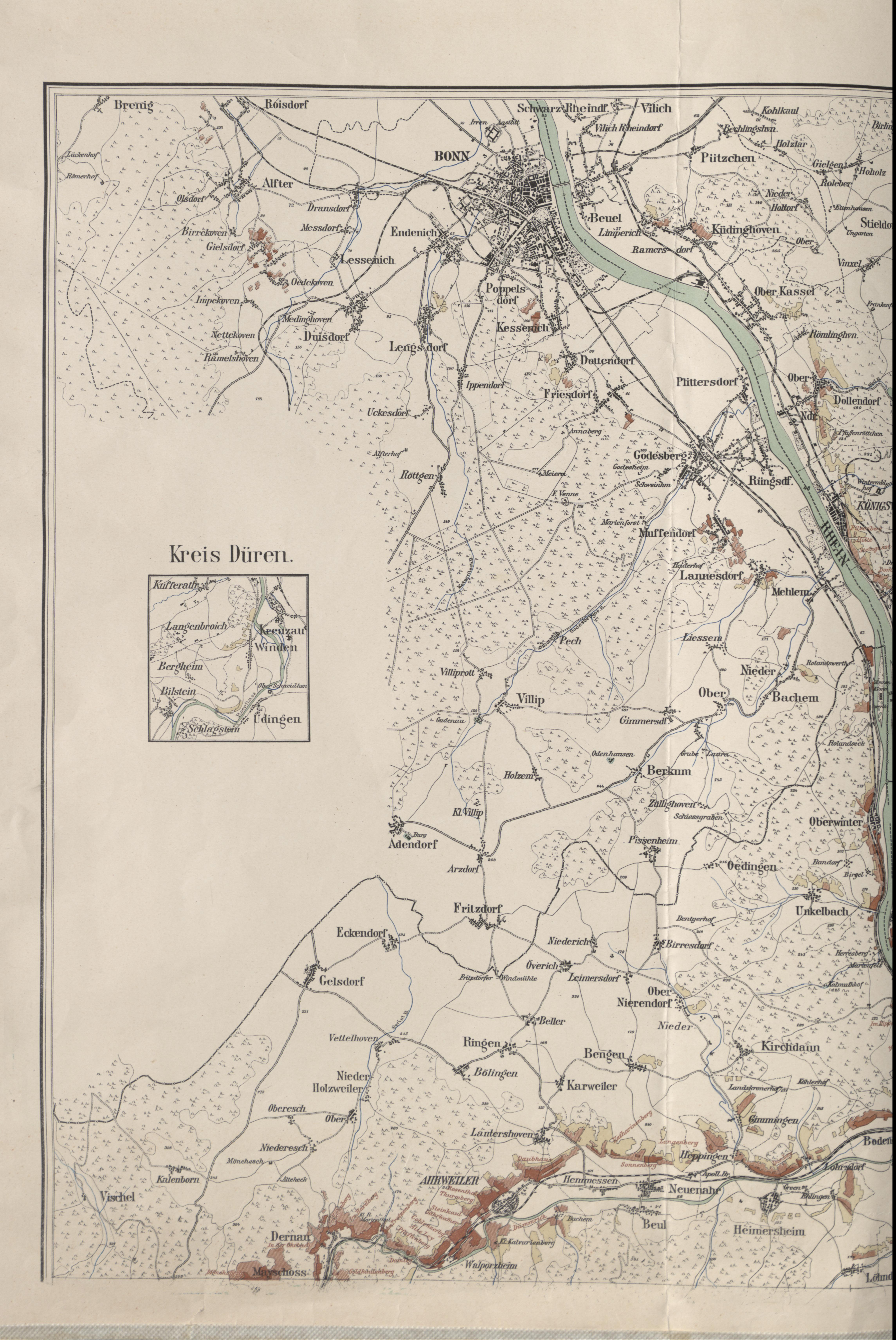
„Rhein-Weinbau-Karte für die Strecke Coblenz – Bonn, einschliesslich des Ahrthales“, 1904

Etwa 16.000 Winzer bauen auf etwa 103.000 Hektar (Stand 2020) Wein an und ernten dabei im Zehnjahresmittel pro Jahrgang durchschnittlich ca. 8,4 Millionen Hektoliter. Der Durchschnittsertrag liegt bei 84 Hektoliter/Hektar. 3,9 Millionen Hektoliter wurden exportiert, besonders in die USA (257.000 hl), in die Niederlande (217.000 hl) und nach Großbritannien (173.000 hl).
Das größte Anbaugebiet ist mit 26.148 Hektar Rheinhessen, gefolgt von der Pfalz mit 23.115 Hektar und Baden mit 15.509 Hektar (Stand 2022). Rheinhessen und Pfalz gehören zu Rheinland-Pfalz, dem Bundesland mit den meisten Weinbaugebieten und zwei Dritteln der deutschen Anbaufläche.
Ein Großteil der deutschen Rebflächen liegt nahe oder südlich des 50. Breitengrades. Weinbau in dieser Breite ist im internationalen Vergleich ungewöhnlich und nur möglich aufgrund eines entsprechenden Meso- und Mikroklimas. Die Weinberge liegen meist an besonders geschützten Stellen in Flussnähe und sind hängig bis steil nach Süden oder Westen optimal zur Sonneneinstrahlung ausgerichtet. Die zur Sonne geneigten Böden speichern im Laufe des Tages Wärmeenergie, die sie auch noch weit nach Sonnenuntergang abgeben, so dass frühzeitiger Nachtfrost vermieden wird. Die steilen Talhänge sorgen zudem für einen schnellen Kaltluftabfluss. Die nördliche Lage deutscher Weinbaugebiete führt weiterhin zu erheblichen Anstrengungen beim Züchten von frühreifenden und winterfrostharten Rebsorten.
Landau in der Pfalz und Neustadt an der Weinstraße wetteifern jährlich um den Titel der größten Weinbau treibenden Gemeinde Deutschlands. Seit 1949 wird in Neustadt an der Weinstraße jährlich die Deutsche Weinkönigin gewählt. Allgemein gültige Informationen zum Weinbau – über Deutschland hinaus – enthält der Artikel Weinbau. Das Deutsche Weinbaumuseum mit vielen weiterführenden Informationen befindet sich in Oppenheim.

## Gliederung der Lagen
Die Lagen gliedern sich in Deutschland in der Rangordnung nach der Größe in vier Stufen:
- Weinanbaugebiet
- Bereich
- Großlage
- Einzellage

Die Einteilung bildet keine streng hierarchische Vorgabe. Nicht alle Einzellagen müssen zu Großlagen gehören, sondern es gibt auch großlagenfreie Einzellagen. Auch kann eine Großlage zu zwei unterschiedlichen Bereichen gehören oder z. B. ein Bereich aus nur einer Großlage und mehreren großlagenfreien Einzellagen bestehen. Auch die Größe der einzelnen Stufen kann sehr unterschiedlich sein und zudem verändert werden. So wurde z. B. die Zahl der Bereiche in Franken von drei auf zwölf erhöht, wodurch sich die Bereiche entsprechend erheblich verkleinerten und teilweise nur noch etwa die Größe von Großlagen besitzen.
Bei Großgemeinden trägt die Einzellage als Ortsbezeichnung den Namen des einstmals selbständigen Ortsteils und nicht den Namen der Großgemeinde; also z. B. Escherndorfer Lump, statt Volkacher Lump.

## Anbaugebiete
Die Begriffe Weinbaugebiet, Weinanbaugebiet oder Anbaugebiet werden im offiziellen Sprachgebrauch – teilweise sogar innerhalb derselben Rechtsvorschriften – weitgehend synonym verwendet. Dabei wird jedoch zwischen den 13 bestimmten Weinanbaugebieten sowie den 26 Landweingebieten unterschieden. Die Produktion von Qualitätswein und Prädikatswein ist nur in den bestimmten Anbaugebieten zulässig. Die Landweingebiete sind geografisch weiter gefasst, schließen aber die bestimmten Weinanbaugebiete mit ein. Für die Bezeichnung Deutscher Wein, früher Tafelwein, sind keine Anbaugebiete definiert.

### Bestimmte Anbaugebiete
Es gibt 13 bestimmte Anbaugebiete für Qualitäts- und Prädikatswein (zulässig ist hier auch die Produktion von Tafelwein) nach § 3 Weingesetz. Die Namen der 13 Anbaugebiete stellen seit 2012 eigene Geschützte Ursprungsbezeichnungen dar.
Die Gesamtrebfläche dieser Anbaugebiete für Qualitätswein betrug 2012 102.000 Hektar.
|                                   | \| Weinanbaugebiet für Qualitätswein \| Rebfläche ha \| Ernte hl \| Ertrag hl/ha \| \| --------------------------------- \| ------------ \| --------- \| ------------ \| \| Ahr \| 545 \| 30.232 \| 55 \| \| Mittelrhein \| 450 \| 26.809 \| 60 \| \| Mosel \| 8.594 \| 669.125 \| 78 \| \| Rheingau \| 3.076 \| 231.108 \| 75 \| \| Nahe \| 4.063 \| 309.715 \| 76 \| \| Rheinhessen \| 26.685 \| 2.602.262 \| 101 \| \| Pfalz \| 22.885 \| 2.356.593 \| 103 \| \| Hessische Bergstraße \| 431 \| 30.268 \| 70 \| \| Baden \| 15.429 \| 1.169.209 \| 76 \| \| Württemberg \| 11.140 \| 1.138.973 \| 102 \| \| Franken \| 6.040 \| 469.943 \| 78 \| \| Saale-Unstrut \| 775 \| 27.193 \| 35 \| \| Sachsen \| 456 \| 19.615 \| 43 \| |           |              |
| Weinanbaugebiet für Qualitätswein | Rebfläche ha | Ernte hl  | Ertrag hl/ha |
| Ahr                               | 545 | 30.232    | 55           |
| Mittelrhein                       | 450 | 26.809    | 60           |
| Mosel                             | 8.594 | 669.125   | 78           |
| Rheingau                          | 3.076 | 231.108   | 75           |
| Nahe                              | 4.063 | 309.715   | 76           |
| Rheinhessen                       | 26.685 | 2.602.262 | 101          |
| Pfalz                             | 22.885 | 2.356.593 | 103          |
| Hessische Bergstraße              | 431 | 30.268    | 70           |
| Baden                             | 15.429 | 1.169.209 | 76           |
| Württemberg                       | 11.140 | 1.138.973 | 102          |
| Franken                           | 6.040 | 469.943   | 78           |
| Saale-Unstrut                     | 775 | 27.193    | 35           |
| Sachsen                           | 456 | 19.615    | 43           |

#### Ahr
Das Weinanbaugebiet Ahr hat seinen Namen von dem gleichnamigen Fluss. Es ist das größte geschlossene Weinbaugebiet für Rotwein in Deutschland. Auf insgesamt 563 Hektar Rebfläche (Stand 2020) werden zu 82 % Rotwein und zu 18 % Weißwein hergestellt. Der Anteil trockener Weine erreichte im Jahr 2020 einen Anteil von 63,9 %, während der Anteil halbtrockener Weine bei 25 % lag.

#### Mittelrhein
Das Weinanbaugebiet Mittelrhein mit 465 Hektar erstreckt sich über ca. 110 km von der Mündung der Nahe bei Bingen bis zum Siebengebirge (Dollendorfer Hardt) bei Bonn. Während am oberen Mittelrhein, von Bingen bis Koblenz, hauptsächlich die linke Hangseite entlang des Rheins mit Rebstöcken bepflanzt wurde, ist am unteren Mittelrhein, der von Koblenz bis zum Siebengebirge reicht, vor allem die rechte Uferseite bestockt.

#### Mosel
Weinanbaugebiet Mosel mit 8689 Hektar bezeichnet ein Weinanbaugebiet für im Tal der Mosel mit den Nebentälern von Saar und Ruwer wachsende Weine. Bis zum Jahre 2006 hieß das Gebiet Mosel-Saar-Ruwer. Städte sind Saarburg, Konz, Trier, Schweich, Bernkastel-Kues, Traben-Trarbach, Zell, Cochem und Koblenz. Die größten Weinorte nach Rebfläche sind Piesport, Zell (Mosel), Leiwen, Konz, Neumagen-Dhron, Mehring, Bernkastel-Kues und Trittenheim.
Die historischen, geologisch-geografischen und kleinklimatischen Verschiedenartigkeiten dieses lang gestreckten Anbaugebietes werden von der Weinwirtschaft und Tourismusbranche zur gegenseitigen Abgrenzung differenzierend beschrieben und beworben: Das Tal von der französischen Grenze bis Trier, die Obermosel, soll als „Burgundermosel“ bekannt werden, die sich daran bis Reil anschließende Mittelmosel ist der Moselteil mit den bisher prominentesten Lagen und Weingütern. Das danach folgende Teilstück bis Koblenz – auch Untermosel genannt – sieht sich als die Terrassenmosel. Das Verhältnis der Anbauflächen weißer und roter Rebsorten beträgt 91:9.

#### Rheingau
Das Weinanbaugebiet Rheingau erstreckt sich hauptsächlich westlich des Rheinknies bei Wiesbaden auf einem schmalen Streifen zwischen dem hier nach Westen fließenden Rhein und den nördlich davon gelegenen Höhen des Taunus. Westlichster Weinort ist Lorchhausen, östlichster Flörsheim am Main. Außerdem zählen der Lohrberger Hang im Stadtgebiet von Frankfurt am Main und der nördlichste Weinberg Hessens, der Böddiger Berg in Felsberg dazu. Damit ist das als Rheingau bezeichnete Weinanbaugebiet wesentlich größer als die eigentliche Region des Rheingaus, welche nur das rechtsrheinische Gebiet zwischen Wiesbaden und Lorchhausen bezeichnet. Die Zugehörigkeit von Weinlagen zum jeweiligen Anbaugebiet ist administrativ bedingt und wird nach Josef Staab, Domänenrat und Kapitelältester des Rheingauer Weinkonvents, bei ihrer Anmeldung festgelegt. Insgesamt hat das Weinanbaugebiet eine Fläche von ca. 3200 Hektar, auf der vorwiegend die Rebsorte Riesling angebaut wird. Das prozentuale Verhältnis der Anbauflächen weißer und roter Rebsorten beträgt 86:14.

#### Nahe
Das Weinanbaugebiet Nahe mit 4230 Hektar (Stand: 2020), das erst seit 1971 als eigenständiges Weinanbaugebiet geführt wird, erstreckt sich von der Mündung der Nahe flussaufwärts bis kurz vor Kirn sowie in die Nebentäler von Guldenbach, Gräfenbach, Ellerbach, Glan und Alsenz. Das Zentrum bildet der Kurort Bad Kreuznach. Das Weinanbaugebiet Nahe hat deutschlandweit die größte Bodenvielfalt und die engräumigsten Wechsel vorzuweisen. Mehr als 180 Bodenvarianten wurden vermutet und in einem spezifischen Projekt untersucht. Aufgrund dieser geologischen Vielfalt nimmt es eine Sonderstellung ein: Quarz- und Schieferböden finden sich an der unteren, Porphyr, Melaphyr und Buntsandstein an der mittleren Nahe. Rund um Bad Kreuznach gibt es Verwitterungsböden und Tonüberlagerungen aus Sandstein, Löss und Lehm. Die Weingärten befinden sich größtenteils in Flach- und Hügellagen. Nur ein geringer Teil, hauptsächlich in der Gegend um Bad Münster am Stein, sind Steillagen.
 Vor allem der Riesling bringt hier sehr mineralische, elegante Weine hervor. Das Verhältnis der Anbauflächen weißer und roter Rebsorten beträgt 76:24.

#### Rheinhessen
Das Weinanbaugebiet Rheinhessen ist das größte Wein-Anbaugebiet in Deutschland. Ein Fünftel der rheinland-pfälzischen Region ist mit Rebstöcken bepflanzt – 26.943 Hektar (Stand 2020). Über 6.000 Winzer produzieren pro Jahr mehr als 2,5 Mio. Hektoliter Wein aus ca. 120 Mio. Rebstöcken. Das prozentuale Verhältnis der Anbauflächen weißer und roter Rebsorten beträgt etwa 72:28. Von den 136 Gemeinden Rheinhessens betreiben lediglich Budenheim und Hamm am Rhein keinen Weinbau.

#### Pfalz
Im Weinanbaugebiet Pfalz werden Qualitätsweine hergestellt, die als Pfalzweine bezeichnet werden. Bis 1993 hieß das Gebiet noch Rheinpfalz. Nach Rheinhessen besitzt die Pfalz mit gut 23.721 Hektar (Stand 2020) Anbaufläche das zweitgrößte deutsche Weinanbaugebiet. Etwa 6800 Winzerbetriebe, weniger als die Hälfte davon im Haupterwerb, pflegen hier mehr als 100 Mio. Rebstöcke und erzeugen jährlich etwa 2,0 bis 2,5 Mio. Hektoliter Wein. Das prozentuale Verhältnis der Anbauflächen weißer und roter Rebsorten beträgt etwa 66:34. Pfälzer Wein wird nahezu ausschließlich am Westrand der Vorderpfalz angebaut, wo am Übergang zwischen Oberrheinische Tiefebene und Pfälzerwald auf 110 bis 350 m Höhe eine schmale, etwa 85 km lange und maximal 15 km breite hügelige Höhenstufe entstanden ist. Allerdings ist nicht ihre Gesamtfläche mit Weinbergen bewirtschaftet; die geeigneteren Teile erstrecken sich vor allem beidseitig der Deutschen Weinstraße, die sich mitten durch die Rebenhügel von Nord nach Süd zieht.

#### Hessische Bergstraße
Weinanbaugebiet Hessische Bergstraße. Bergstraße ist der Name der sich am Westrand des Odenwaldes hinziehenden Straße von Darmstadt nach Wiesloch sowie der Landschaft in ihrer näheren Umgebung. Nach der Bergstraße ist dieses selbstständige, 463 Hektar (Stand 2020) umfassende Weinanbaugebiet benannt. Das prozentuale Verhältnis der Anbauflächen weißer und roter Rebsorten beträgt etwa 79:21.

#### Baden
Das Weinanbaugebiet Baden ist das südlichste und mit rund 15.812 Hektar Rebfläche (Stand 2020) das drittgrößte Weinanbaugebiet. Das prozentuale Verhältnis der Anbauflächen weißer und roter Rebsorten beträgt etwa 60:40. Als einziges deutsches Weinanbaugebiet gehört es zur Weinbauzone B der Europäischen Union, wie auch die französischen Weinbaugebiete Elsass, Champagne und Loire. Wichtigste Rebsorte Badens ist der Spätburgunder.

#### Württemberg
Das Weinanbaugebiet Württemberg ist berühmt für seine Rotweine. Das Verhältnis weiß zu rot beträgt 32:68. Die häufigsten Rebsorten sind Trollinger (rot) und Riesling (weiß). Das Anbaugebiet umfasst 11.424 Hektar (Stand 2020) und erstreckt sich zwischen dem nördlichen Bereich Kocher-Jagst-Tauber, der an Franken anschließt, das Neckartal entlang über Heilbronn und Stuttgart bis Tübingen. Ein kleiner Bereich am württembergischen Ufer des Bodensees bei Lindau gehört ebenfalls dazu sowie die Weinlagen am bayerischen Bodenseeufer. Das günstige Kleinklima entlang des Neckars und die wärmespeichernden Muschelkalk- und Keuperböden lassen ausdrucksstarke Rotweine gedeihen. Brauner Jura und vulkanischer Boden drücken den sortentypischen Weinen im Oberen Neckartal und in Metzingen ihren Stempel auf.

#### Franken
Das Weinanbaugebiet Franken liegt im Nordwesten der Region Franken. Mit 6.163 Hektar Anbaufläche (Stand 2020) ist es eines der mittelgroßen Anbaugebiete Deutschlands. Der weitaus größte Teil der Rebflächen befindet sich im Bezirk Unterfranken, vor allem im Bereich der Täler von Main, Wern und Fränkischer Saale. Nennenswerte Anteile am Weinanbaugebiet hat auch Mittelfranken, und zwar an den Hängen des Steigerwaldes und der Frankenhöhe sowie der Mittellauf der Tauber. Ein kleiner Teil liegt im Regierungsbezirk Oberfranken im Maintal nordwestlich von Bamberg sowie auch in Mittelfranken. Das prozentuale Verhältnis der Anbauflächen weißer und roter Rebsorten beträgt etwa 82:18.

#### Saale-Unstrut
Das Weinanbaugebiet Saale-Unstrut mit 819 Hektar (Stand 2020) erstreckt sich an der Unstrut von Laucha bis zur Mündung in die Saale bei Naumburg (so genannter Blütengrund) sowie an der Saale von Jena bis Burgwerben bei Weißenfels mit nennenswerten Weinbergen in Kaatschen, Schulpforte und Bad Kösen. Durch das Weinanbaugebiet führt die 60 km lange Weinstraße Saale-Unstrut. Außerhalb der Flusshänge gibt es Weinberge in Bad Sulza, am Süßen See westlich von Halle, bei Zeitz, in Westerhausen nördlich des Harzes und in Werder/Havel bei Potsdam im Land Brandenburg, die ebenfalls zum Saale-Unstrut-Weinanbaugebiet gerechnet werden. Das prozentuale Verhältnis der Anbauflächen weißer und roter Rebsorten beträgt 75:25. Karge Böden (Muschelkalk, Buntsandstein), unzuverlässige Niederschläge (Regenschatten der Mittelgebirge Harz und Thüringer Wald) und die nördliche Lage lassen vor allem frühreifende Sorten wie Müller-Thurgau, Weißburgunder und Silvaner gedeihen. Es ist das am weitesten nördlich gelegene Weinanbaugebiet Deutschlands.

#### Sachsen
Das Weinanbaugebiet Sachsen umfasst 496 Hektar (Stand 2020). Es liegt fast ausschließlich im Ballungsraum Dresden. Die Lagen befinden sich in Sachsen und in kleinen Teilen auch in Sachsen-Anhalt und Brandenburg. Dass trotz der exponierten Lage (mehr als 51° nördlicher Breite) gute Weine erzeugt werden, ist dem günstigen Klima im Elbtal mit seinen Lössböden zu verdanken. Zeitweise vorherrschende kontinentale Wetterlagen im Sommer und Herbst bewirken lange sonnige Perioden. Das Verhältnis Weiß- zu Rotwein beträgt 82:18. Nur in Sachsen wird der Goldriesling angebaut.

### Landwein
Für Landwein nach § 2 Weinverordnung gibt es 26 Anbaugebiete. Sie sind seit 2014 auch als geschützte geografische Angabe (g.g.A.) eingetragen.
- Ahrtaler Landwein
- Badischer Landwein
- Bayerischer Bodensee-Landwein
- Brandenburger Landwein
- Landwein Main
- Landwein der Mosel
- Landwein Neckar
- Landwein Oberrhein
- Landwein Rhein
- Landwein Rhein-Neckar
- Landwein der Ruwer
- Landwein der Saar
- Mecklenburger Landwein (Stargarder Land)
- Mitteldeutscher Landwein
- Nahegauer Landwein
- Pfälzer Landwein
- Regensburger Landwein
- Rheinburgen-Landwein
- Rheingauer Landwein
- Rheinischer Landwein
- Saarländischer Landwein
- Sächsischer Landwein
- Schleswig-Holsteinischer Landwein
- Schwäbischer Landwein
- Starkenburger Landwein
- Taubertäler Landwein

### Weinbau ohne geschützte Herkunft

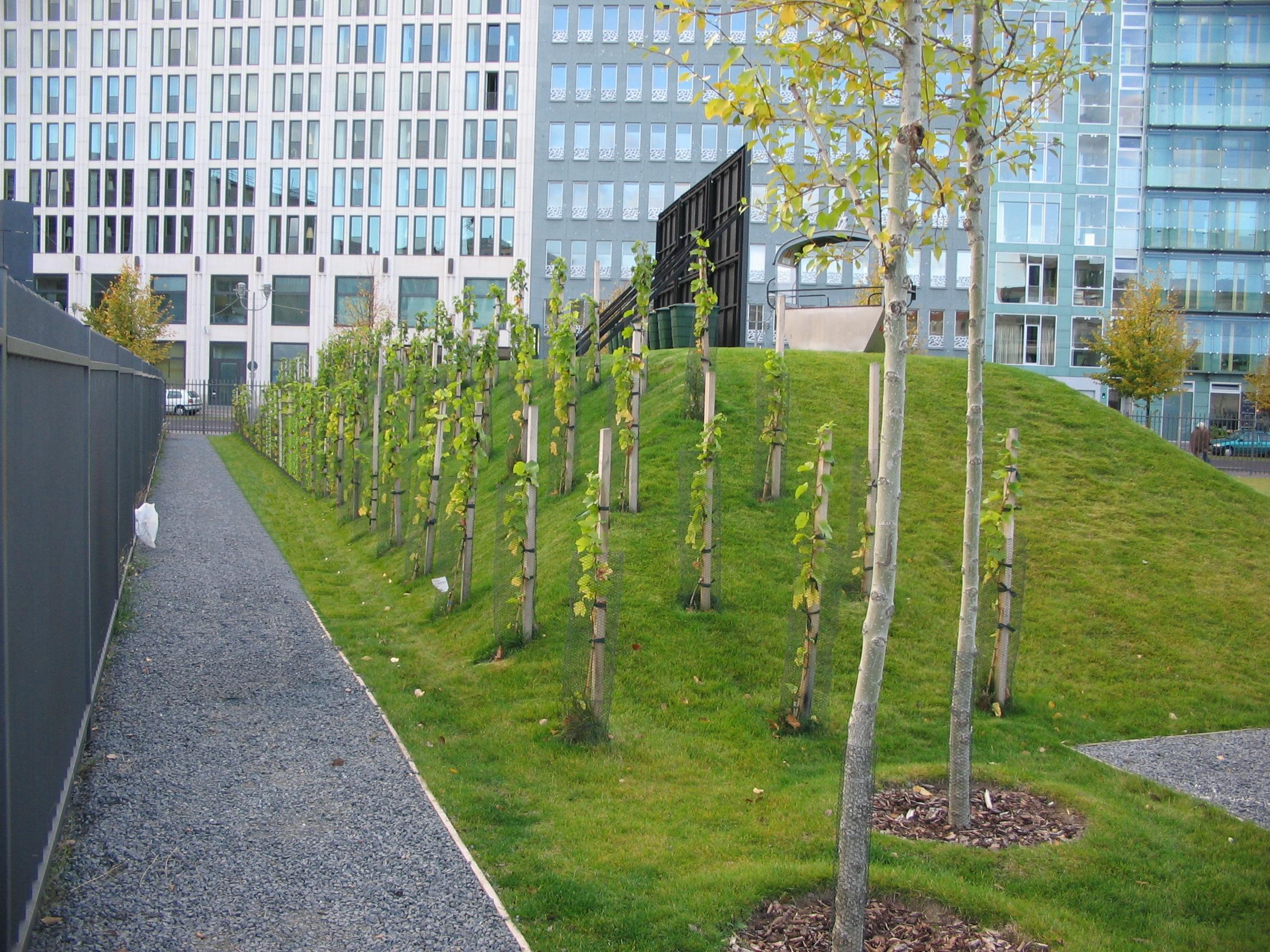
„Weinberg“ vor der Hessischen Landesvertretung in Berlin

Auch in Bundesländern, die keinen Anteil an den bekannten Weinanbaugebieten haben, wird vereinzelt Weinbau betrieben. Namentlich in Brandenburg gibt es neben dem Weinberg am Schloss Sanssouci eine Anzahl weiterer Weinberge. In Berlin hat der auf dem Kreuzberg angebaute Kreuz-Neroberger eine gewisse Bekanntheit erlangt. Weiterhin gibt es Weingärten im Volkspark Humboldthain, am Volkspark Prenzlauer Berg, auf dem Gelände der Gartenarbeitsschule Tempelhof-Schöneberg, im Stadion Wilmersdorf, auf der Britzer WeinKultur in Neukölln sowie einen kleinen Schauweinberg an der Hessischen Landesvertretung beim Bund im Bezirk Mitte.
In Köln gibt es in unmittelbarer Nähe zum Dom am Regierungspräsidium seit 1981 Rebstöcke, deren Wein jährlich für einen guten Zweck versteigert wird. Die Reben pflanzte der damalige Regierungspräsident Antwerpes. Die Lese wurde 2004 beendet, da der Kleinkölnhausener Zuckerberg nach etwa 17 Jahrgängen nichts mehr abwarf, im Gegensatz zu den Weinversteigerungen, bei denen immerhin 50.000 Euro erwirtschaftet wurden. Aufgrund des Klimawandels sieht die Emschergenossenschaft im Ruhrgebiet Chancen zum Weinanbau. So
wurde 2012 ein Weinberg am Dortmunder Phoenix-See angelegt. Im Sommer 2021 wurden Pläne bekannt, am Koepchenwerk über dem Hengsteysee zwischen Hagen und Dortmund den Anbau von Biowein zu betreiben. Bereits im September 2020 wurden diesbezügliche Vorschläge beim Friedhof des Dortmunder Stadtteils Holzen publiziert. Am renaturierten Rüpingsbach im Stadtteil Barop gibt es einen Mitmachweinberg. Im Rahmen der Emscher-Renaturierung wurde 2024 bei Castrop-Rauxel ein Weinberg mit 6700 Reben angelegt. In Herne wurde 2023 eine 800 bis 1.000 Quadratmeter große städtische Fläche am Gysenberg mit Wein bepflanzt. Auf dem Schlossberg im sauerländischen Arnsberg entstand 2004 ein historischer Weinberg, der bereits im 13. Jahrhundert erwähnt wird. Tecklenburg kann seit 1987 einen Weinberg vorweisen, dessen Ursprung bereits in die Zeit der Grafschaft zurückreicht. Bielefeld hat 2013 im Winzerschen Garten 90 Rebstöcke gepflanzt; eine tatsächliche Lese ist hier jedoch fraglich. An der Corveyer Weinbergskapelle beginnt ein ökumenisch-biblischer Weinpfad.
In Hamburg befand sich bis 2019 auf dem Südhang des Stintfang nahe den St. Pauli-Landungsbrücken eine kleine Weinpflanzung mit 100 Rebstöcken, der bis 2009 als nördlichster Weinberg Deutschlands galt.
Seit 2009 wird auch in Schleswig-Holstein Wein angebaut. Ein 3 ha großer Weinberg liegt mitten in der Holsteinischen Schweiz in Malkwitz, und ein weiterer entstand in Grebin bei Plön mit 5300 Rebstöcken. Der nördlichste in Deutschland ist seit 2009 bei Keitum auf Sylt zu finden.
Als letztes Flächenbundesland hat 2016 Niedersachsen Rebpflanzrechte genehmigt bekommen, nachdem am Hang des sich 40 Meter über die Elbe erhebenden Weinbergs in Hitzacker bereits seit 1980 nahe der Weinbergsburg mit 99 Rebstöcken Weinbau betrieben und das „Hidesacker Weinbergströpfchen“ gekeltert wird. Weinberge wurden auch in Bad Iburg bei Osnabrück angelegt, dort befindet sich die einzige Hanglage Niedersachsens mit 1,5 ha bestockter Fläche. Insgesamt gibt es, Stand 2022, 40 Flächeninhaber mit 22 ha genehmigter Fläche.

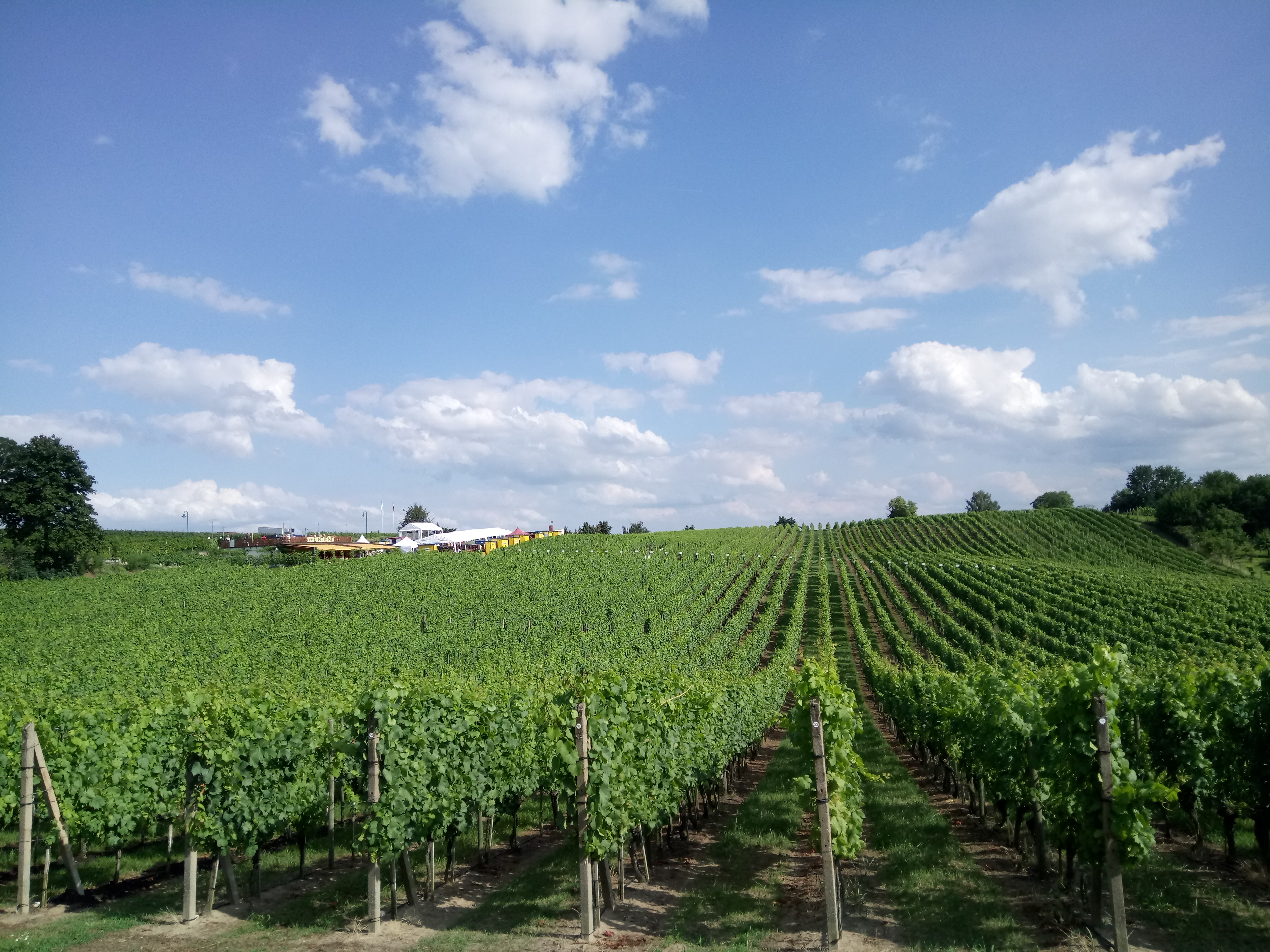
Werderaner Wachtelberg
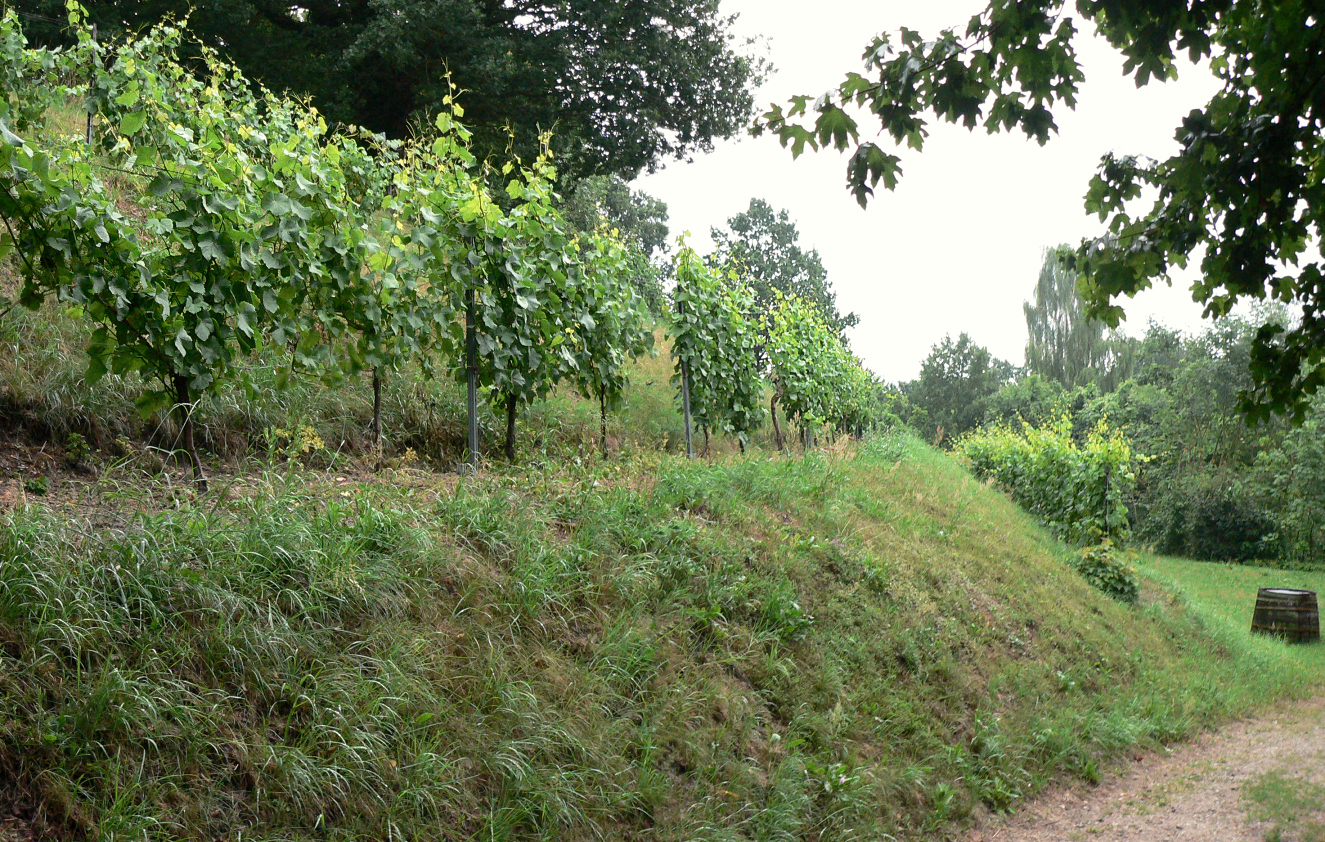
Rebstöcke am Weinberg in Hitzacker
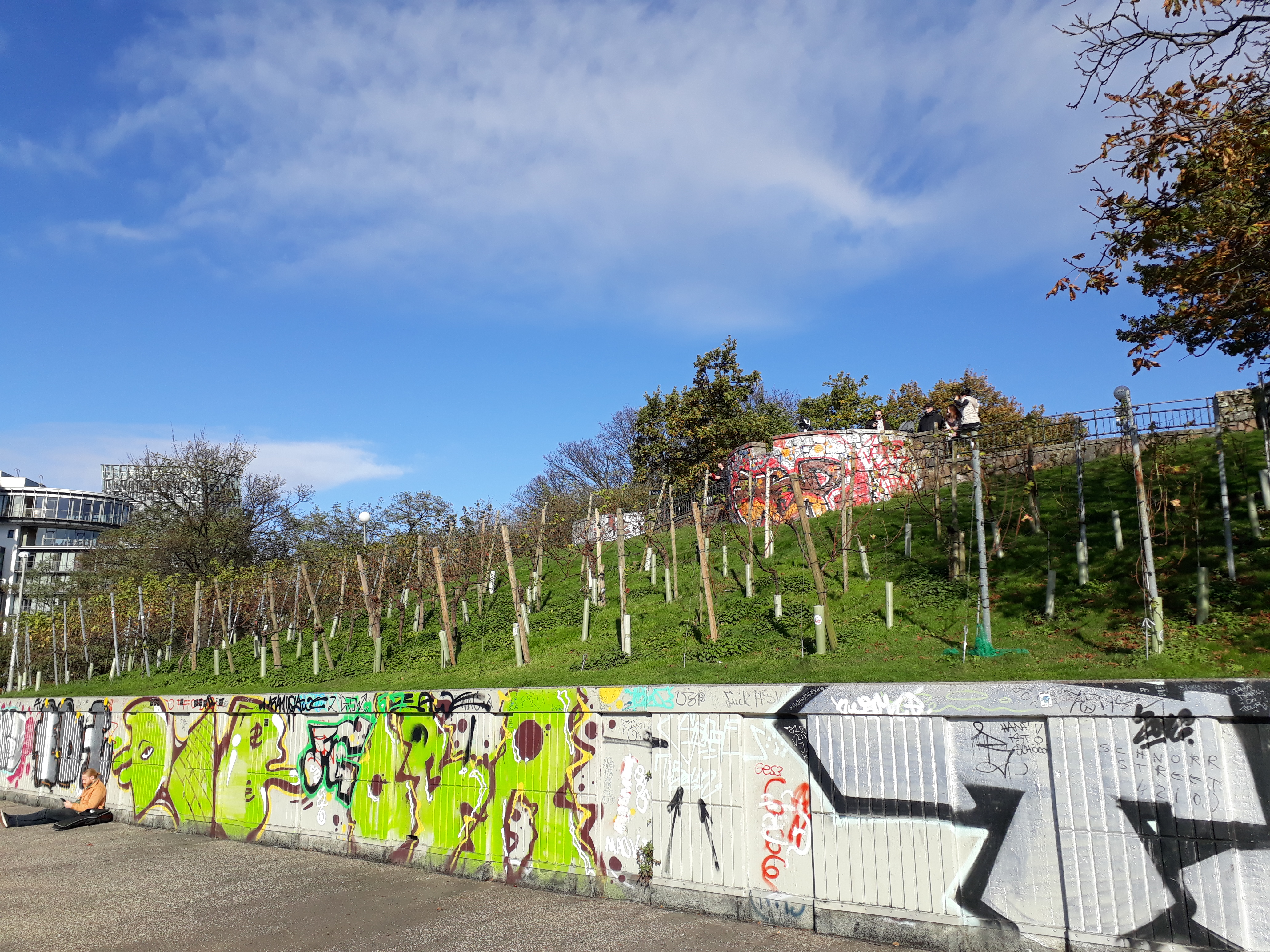
Weinberg am Stintfang in Hamburg
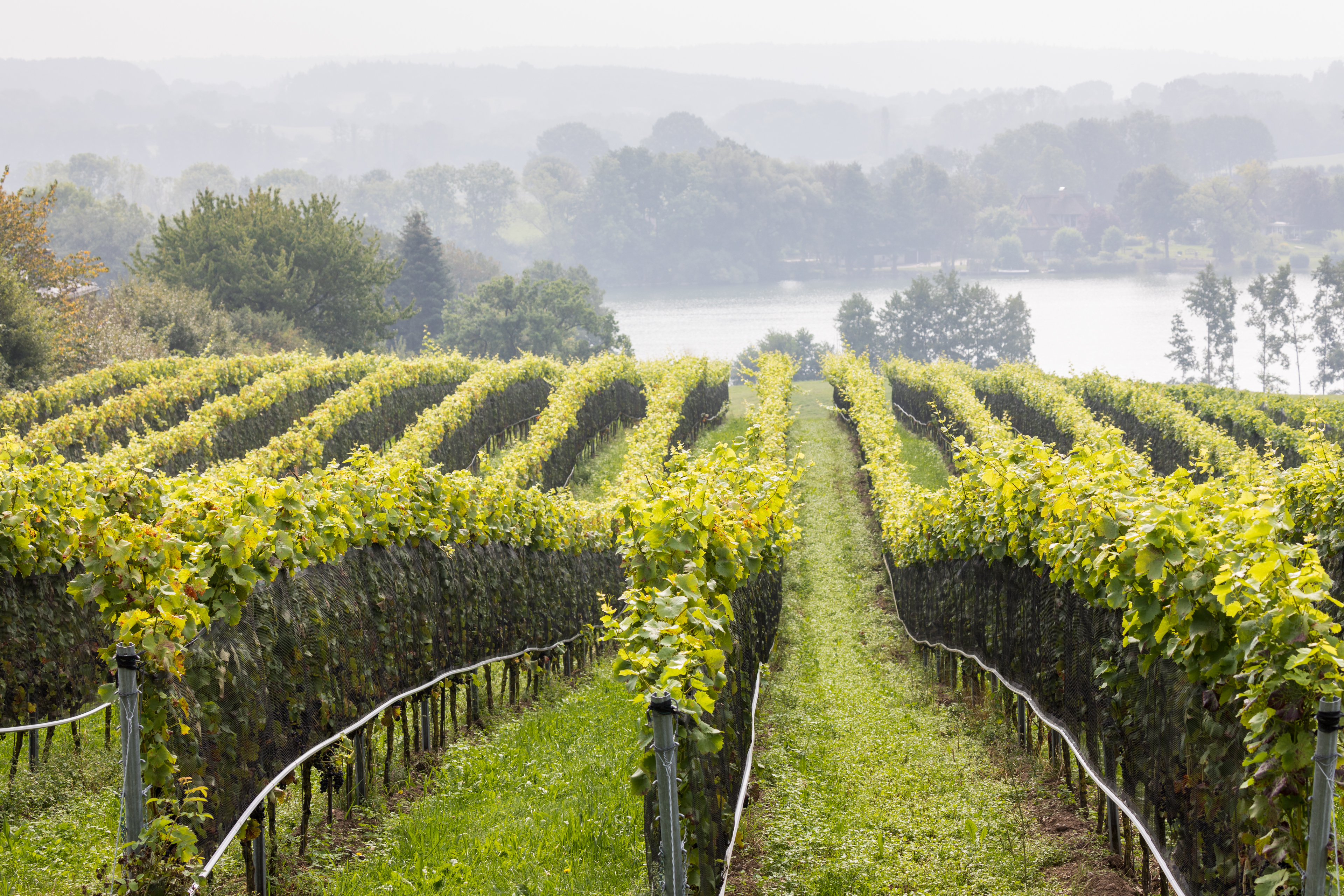
Weinbau in Schleswig-Holstein bei der Grebiner Mühle

## Anbauformen

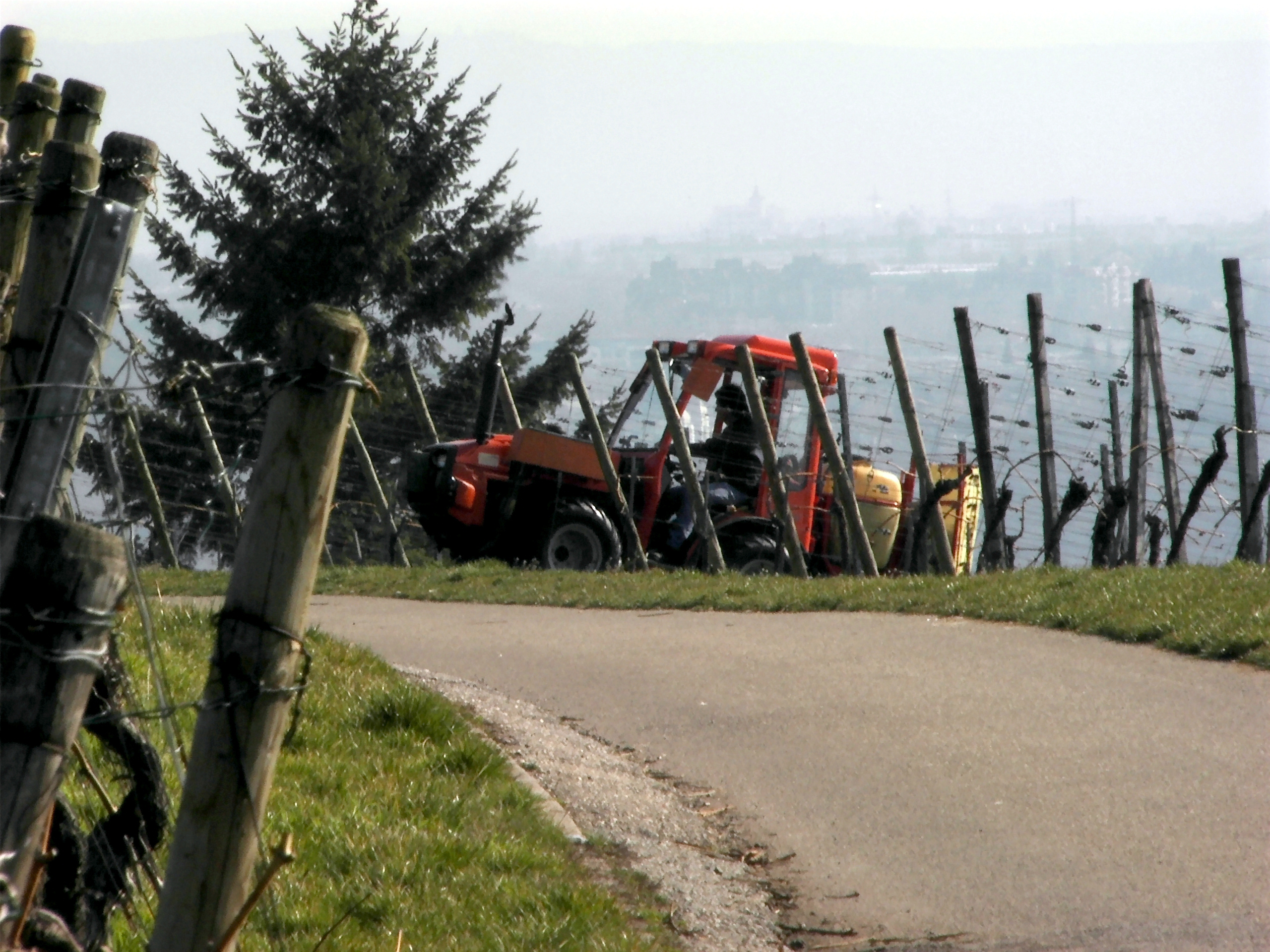
Weinbau in einer flurbereinigten Parzelle

Der Weinbau ist in Deutschland auf den kulturellen Einfluss der Römer zurückzuführen, die die Gunstlagen der natürlichen Flussterrassen aus dem Quartär erkannten und vor allem in Süddeutschland erstmals großflächig erschlossen. Die Römer pflanzten die Reben im Kammertbau in einem Kammertrahmen aus Holz an. Der Weinbau wurde auch nach dem Rückzug der Römer weiter praktiziert und prägt bis heute die Kulturlandschaft in Deutschland. Sorgfältig gepflegte Rebstöcke können ein Alter von mehr als 400 Jahren erreichen und zeichnen Weinorte mit langer Tradition und hoher Güte aus. Im Laufe der Zeit haben die Anbauformen auf kleinparzellierten Terrassen mit locker gesetzten Trockenmauern aus dem örtlichen Ausgangsgestein eine Wandlung erfahren. Diese waren und sind Ursache der Einführung neuer Rebsorten und angepasster Erziehungsformen sowie geänderter wirtschaftlicher Rahmenbedingungen. Bis Ende der 1950er Jahre bauten die Winzer in Deutschland die Reben in Stockkultur, dem Stickelwingert an. Beim Stickelanbau erhält jeder Rebstock einen Stickel aus Holz als Stütze. Die einzelnen Stickel bilden wiederum einen Holzrahmen. Anfang der 1960er Jahre wurde die Anbauweise auf Guyot-Erziehung umgestellt und die Reben im Spalier oder Hochkultur in talwärtsgerichteten Holzzeilen an den Hängen angepflanzt. Zahlreiche qualitativ hochwertige Alte Reben wurden der damit einhergehenden Flurbereinigung geopfert und der Bestand durch Neuzüchtungen unter Prämisse des Ertrags und der maschinellen Bewirtschaftung verjüngt. Die Flurbereinigung griff auch in die Geomorphologie der Weinberghänge ein und es wurden am Kaiserstuhl künstliche Terrassen großflächig angelegt. Das natürliche Bodenprofil über dem Löss wurde damit unwiederbringlich zerstört, was eine erhöhte Erosionsanfälligkeit, eine verminderte Bodenfruchtbarkeit und letztlich eine geringere Ertragsmesszahl zur Folge hat. Für den effizienten Einsatz von Vollerntern wird zwischenzeitlich vermehrt auf eine Drahtrahmenerziehung der Weinreben umgestellt, bei der statt Stickel verzinkte Metallpfosten gesetzt werden.

## Rebsorten

### Rebsorten in früheren Zeiten
Aus Traubenkernfunden der Römerzeit in Ungstein und an der Mosel können Rückschlüsse auf die Rebsorten der Spätantike im heutigen Deutschland gezogen werden. „Danach wurden Trauben von Wildreben oder nahestehenden Formen, aber auch Rebsorten mit länglicheren Samen wie sie Traminer, Riesling oder die Burgunderarten haben, genutzt. Große, längliche Rebsamen, wie sie der Elbling, der Gutedel oder der Trollinger haben, wurden nicht gefunden.“ Als weitere mitteleuropäische Ursorten mit großer Verbreitung gelten Heunisch, Gutedel und Elbling.
Im Mittelalter unterschied man zwischen frentschem und huntschem Wein. „Fränkischer“ Wein wurde als der bessere angesehen, „hunnischer“ Wein galt als einfach. „Heute geht man davon aus, dass unter den hunnischen Weinen in den allermeisten Fällen tatsächlich eine Rebsorte, nämlich Heunisch zu verstehen ist.“ Welche Sorte oder welche Sorten als „fränkische“ galten, ist noch nicht abschließend geklärt: Wahrscheinliche Kandidaten sind Traminer und Pinot-Sorten, möglicherweise Grauburgunder oder Riesling.
Verbreitet waren außerdem Adelfränkisch, Räuschling, Elbling, Gelber Muskateller, Klebrot oder Klevner (Spätburgunder), in Baden auch Gutedel sowie am Bodensee Dickelben (Silvaner). Darüber hinaus gab es eine Unmenge von Lokalsorten. In mehrjähriger Arbeit konnte der Ampelograph Andreas Jung in aufgelassenen Weinbergen, an Hauswänden usw. rund 400 historische Rebsorten entdecken, von denen etwa 120 als ausgestorben galten. So waren u. a. folgende Sorten z. T. regional verbreitet: Blauer Arbst, Süßschwarz, Blauer Urban, Lagler, Gelber Orleans, Weißer Lindauer, Kleiner Heunisch (Auxerrois), Schwarzriesling und Gänsfüßer.
Die Entdeckung der Verwendung von verbranntem Schwefel bei der Weinbereitung im 15. Jahrhundert brachte eine entscheidende Wende zu qualitativ hochwertigeren Rebsorten, da der Wein nun nach der Gärung nicht mehr rasch braun und oxidativ wurde, sondern seine Farbe und sortentypisches Aroma behielt. Nach Hieronymus Bock kam 1551 Riesling an Rhein und Mosel und im Wormsgau vor, Truscht (Räuschling) und Elbling um Landau, Gänsfüßer um Neustadt und Deidesheim, Harthengst (Orleans) um Dürkheim und Wachenheim und Frühschwarz (Frühburgunder) und Kleber (Spätburgunder) bei Weißenburg. Als alte Massensorten waren Heunisch und Elbling allgemein in Deutschland verbreitet, Muskateller gab es ebenso an einigen Orten.
Im 16. Jahrhundert erweiterten Trollinger und Grünfränkisch das Sortiment. 1659 wurden Weinberge in Franken mit aus dem Donauraum importierten Silvaner bestückt. Nach einer Empfehlung aus dem frühen 18. Jahrhundert sollten in der Pfalz Riesling, Traminer und Ruländer angebaut, dagegen Heunisch, Trollinger, Elbling und Gutedel ausgehauen werden. In Rheinhessen galten im 18. Jahrhundert Riesling und Hartheinste (Orleans) als die qualitativ hochwertigsten Sorten. In weniger guten Lagen griff man auf Weißalben (Elbling), Trollinger, Veltliner oder Schwarzen Welscher zurück.
Für die 1830er Jahre ist der Rebensatz in Rheinhessen dank der umfangreichen Forschungstätigkeit von Johann Philipp Bronner systematisch dokumentiert: Hauptsächlich wurden Riesling, Österreicher (Silvaner), Schwarzer Riesling oder Klebrot (Spätburgunder), Orleans und Kleinberger (Elbling) angebaut. In Württemberg führte man in dieser Zeit Lemberger (Blaufränkisch) neu ein.

### Heutiger Rebenbestand
Insgesamt werden in Deutschland fast 140 Rebsorten angebaut, wovon über 105 zur Weißwein- und 35 zur Rotweinbereitung dienen. International gilt Deutschland zwar noch als klassisches Weißweinland; seit der Mitte der 1980er Jahre stieg die Nachfrage nach deutschen Rotweinen lange Zeit an. Dies hatte zu einer Verdoppelung von deren Rebfläche auf ca. 35 % der Gesamtrebfläche geführt. Mittlerweile hat eine Gegenbewegung stattgefunden, so dass 2019 der Anteil roter Rebsorten nur noch 33 % betrug. Ein Teil der roten Ernte wird auch zur Herstellung von Roséwein verwendet. Von den angebauten Rebsorten besitzen nur etwa 30 eine Marktbedeutung.

### Führende Rebsorten mit mehr als 1,9% Anbaufläche
Quelle: Deutscher Wein – Statistik 2023/2024
| Sorte                 | Synonym              | Wein | Fläche % 2022 | Fläche % 2008 | Fläche ha 2008 | Fläche ha 2005 | Fläche ha 2001 |
| --------------------- | -------------------- | ---- | ------------- | ------------- | -------------- | -------------- | -------------- |
| 1. Riesling           |                      | weiß | 23,6          | 22,2          | 22.434         | 20.794         | 21.514         |
| 2. Spätburgunder      | Pinot Noir           | rot  | 11,1          | 11,5          | 11.800         | 11.660         | 9.806          |
| 3. Müller-Thurgau     | Rivaner              | weiß | 10,6          | 13,1          | 13.721         | 14.346         | 18.609         |
| 4. Grauburgunder      | Ruländer, Pinot Gris | weiß | 7,8           | 4,4           | 4.481          | 4.211          | 2.905          |
| 5. Dornfelder         |                      | rot  | 6,6           | 7,8           | 8.101          | 8.259          | 5.530          |
| 6. Weißer Burgunder   | Klevner, Pinot Blanc | weiß | 6,0           | 4,2           | 3.731          | 3.335          | 2.795          |
| 7. Silvaner           | Sylvaner             | weiß | 4,3           | 5,1           | 5.236          | 5.383          | 6.422          |
| 8. Chardonnay         |                      | weiß | 2,6           | 1,4           | 1.171          | 1.018          | 719            |
| 9. Blauer Portugieser |                      | rot  | 2,2           | 3,9           | 4.354          | 4.818          | 5.039          |
| 10. Kerner            |                      | weiß | 2,0           | 3,2           | 3.712          | 4.253          | 6.054          |

### Zugelassene Rebsorten
Einen kompletteren Überblick vermitteln die Listen der für den gewerblichen Anbau zugelassenen Sorten. Hierzu zählen auch die nur zwecks Versuchsanbau selektionierten Sorten.

#### Zugelassene Weißweinsorten
| - Albalonga - Arnsburger - Auxerrois - Bacchus - Birstaler Muskat - Blauer Silvaner - Bronner - Chardonnay - Chenin Blanc - Ehrenbreitsteiner - Ehrenfelser - Elbling - Faberrebe - Bouvier (Synonym „Findling“) - Fontanara - Freisamer - Früher Malingre - Gelber Muskateller - Gewürztraminer | - Goldriesling - Grauburgunder - Gutedel - Hibernal - Hölder - Huxelrebe - Irsay Oliver - Johanniter - Juwel - Kanzler - Kerner - Kernling - Mariensteiner - Merzling - Morio-Muskat - Müller-Thurgau (Rivaner) - Muskat-Ottonel | - Nobling - Optima - Orion - Ortega - Osteiner - Palatina - Perle - Perle von Csaba - Phoenix - Primera - Prinzipal - Regner - Reichensteiner - Rieslaner - Riesling - Roter Elbling - Roter Gutedel - Roter Muskateller | - Ruling - Saphira - Sauvignon Blanc - Sauvignon Gris - Scheurebe - Schönburger - Septimer - Siegerrebe - Silcher - Silvaner - Sirius - Solaris - Staufer - Veltliner - Weißer Burgunder - Welschriesling - Würzer |

#### Zugelassene Rotweinsorten
| - Acolon - André - Blauburger - Blauer Urban - Blauer Wildbacher - Cabernet Carbon - Cabernet Carol - Cabernet Cubin - Cabernet Dorio - Cabernet Dorsa - Cabernet Mitos - Cabernet Sauvignon | - Dakapo - Deckrot - Domina - Dornfelder - Dunkelfelder - Frühburgunder - Hegel - Helfensteiner - Heroldrebe - Lemberger | - Merlot - Muskat-Trollinger - Neronet - Palas - Portugieser - Prior - Regent - Rondo - Rotberger - Schwarzriesling | - Spätburgunder - St. Laurent - Tauberschwarz - Trollinger - Zweigelt |

Kursiv geschriebene Rebsorten sind (noch) nicht zur Erzeugung von Qualitätsweinen zugelassen. sowie die Beschreibende Sortenliste des Bundessortenamtes 2008

### Neuzüchtungen
Die nördliche Lage der deutschen Weinbaugebiete machte besondere Anstrengungen beim Auffinden von frühreifenden und winterfrostharten Rebsorten notwendig. In den 1920er Jahren führte Prof. Bernhard Husfeld moderne Erkenntnisse der Genetik in die Rebzüchtung ein und ermöglichte eine Neuzüchtung durch Kreuzung auf wissenschaftlicher Basis. Die Arbeiten wurden und werden noch an zahlreichen Instituten durchgeführt.
- Landesanstalt für Rebenzüchtung, Alzey (2005 aufgelöst)
- Institut für Rebenzüchtung Geilweilerhof, Siebeldingen
- Staatliches Weinbauinstitut Freiburg, Freiburg im Breisgau
- Staatliche Lehr- und Versuchsanstalt für Wein- und Obstbau, Weinsberg
- Fachgebiet Rebenzüchtung und Rebenveredlung der Forschungsanstalt Geisenheim, Geisenheim
- Bayerische Landesanstalt für Weinbau und Gartenbau, Würzburg und Veitshöchheim

Neben dem Aspekt der frühen Reife widmete man sich auch der Schaffung von Unterlagsreben zur Lösung des Reblausproblems sowie der Züchtung pilzesistenter Sorten. Insbesondere letztere Problematik ist aktuell von großer Bedeutung.
Die erste erfolgreiche Neuzüchtung war die Sorte Müller-Thurgau. Trotz stark rückläufiger Zahlen steht sie hinter dem klassischen Riesling unangefochten auf Rang 2 der weißen Sorten. Nach dem Zweiten Weltkrieg kamen die aromatischen Sorten Scheurebe und Morio-Muskat auf den Markt und entsprachen dem damaligen Geschmack. Es folgten eine Fülle weiterer Sorten und während der Jahre 1960 und 1980 schienen die Neuzüchtungen den alten Sorten den Rang abzulaufen.
Insbesondere eine strikte Klonenselektion der alten Sorten führte zu einem deutlichen Anstieg von Qualität, Ertrag und Gesundheit der Pflanzen und ermöglichte eine Rückkehr der klassischen Sorten. Seit mindestens 15 Jahren ist ein kontinuierlicher Rückgang der Rebflächen von Neuzüchtungen zu verzeichnen. Ausnahmen bilden zurzeit noch die roten Sorten Dornfelder und Regent.

## Qualitätsstufen

### Qualitätsstufen nach deutschem Weingesetz
Das deutsche Weingesetz (WeinG 1994) teilt die Weine ausschließlich nach dem Extraktgehalt des Mostes (in Grad Oechsle), verbunden mit einer Regionalbezeichnung, aber ohne Ursprungs- oder Lagenklassifizierung, in vier Güteklassen/Stufen ein:
1. der Prädikatswein, Qualitätswein mit Prädikat (QmP),
2. gefolgt vom Qualitätswein bestimmter Anbaugebiete (QbA),
3. dem Landwein
4. und dem Wein (früher Tafelwein).

Mit dem deutschen Weingesetz von 1971 wurde eine Einteilung geschaffen, welche die Qualitätsstufe an das Mostgewicht zum Zeitpunkt der Lese knüpft. Die Mindest-Mostgewichte variieren von Region zu Region. In den nördlichen Weinbaugebieten (Ahr, Mosel und Mittelrhein) gelten die niedrigsten Werte, die höchsten Werte hat Baden.

„Die Qualität des Weines erweist sich im Glase.“

#### Tafelwein
Tafelwein ist die unterste Kategorie der Weine. Tafelwein der Weinbauzone A muss ausschließlich von zugelassenen Rebsorten stammen und einen natürlichen Mindestalkoholgehalt von 5 % vol oder 44° Oechsle aufweisen (Weinbauzone B 6 % vol oder 50° Oechsle). Er muss nach Anreicherung einen vorhandenen Alkoholgehalt von mindestens 8,5 % vol haben, da dies laut der Gesetzgebung der EU der Mindestalkoholgehalt eines Weines ist. Tafelwein darf in Deutschland in der Weinbauzone A um maximal 3,5 % vol angereichert werden, in der Weinbauzone B (nur Baden) um max. 2,5 % vol. Die Anreicherungshöchstgrenzen liegen in Weinbauzone A bei Rotwein bei 12 % vol und bei Weißwein bei 11,5 % vol, in Weinbauzone B bei 12,5 % vol oder 12,0 % vol. Wird ein Tafelwein nicht angereichert, so gibt es keine Alkoholobergrenze, daher kann auch ein höhergradiger Wein zum Tafelwein herabgestuft werden. Tafelwein ist qualitativ meist ein belangloser, einfacher Tischwein. Jedoch gibt es Winzer, die bewusst nur Tafelwein erzeugen, weil sie den Aufwand für die amtliche Qualitätsweinprüfung scheuen oder diese ganz ablehnen. Diese Weine können qualitativ sehr hochwertig sein. Bis die Barriqueweinbereitung in Deutschland für Qualitätswein anerkannt war, wurden diese Weine als Tafelweine vermarktet. Deutsche Tafelweine dürfen keine Lagennamen, keine Gemeinde- oder Ortsteilnamen und keine Namen von bestimmten Anbaugebieten tragen. Diese Bezeichnungen sind ausschließlich den Qualitätsweinen vorbehalten. Auch dürfen sie nicht an amtlich anerkannten Prämierungen teilnehmen.

#### Landwein
Landwein ist die zweite Qualitätsstufe des Weines. Die Bezeichnung Landwein als Qualitätsstufe existiert in Deutschland seit 1982. Er bezeichnet in Deutschland einen Tafelwein von gehobener Qualität. Die Grenzen für Alkohol und Öchslegewicht liegen etwas höher als beim Tafelwein, nämlich bei 5,5 % vor der Anreicherung und bei 47° Öchsle. Landwein ist immer ein gebietstypischer Wein, das heißt, er darf nur aus Trauben hergestellt werden, die in der Region angebaut werden.

#### Qualitätswein
Die nächste Kategorie ist bereits die der Qualitätsweine. Diese sind wiederum in zwei Unterkategorien eingeteilt: Qualitätsweine bestimmter Anbaugebiete und Qualitätsweine mit Prädikat (oder kurz Prädikatweine). Für alle Qualitätsweine gilt, dass sie aus einem Weinbaugebiet für den Qualitätswein kommen müssen. Außerdem setzt die Erlangung einer Qualitätsweinstufe das Bestehen einer Amtlichen Weinprüfung, einer im Wesentlichen sensorischen Prüfung voraus, die primär anstrebt, nicht verkehrsfähige, d. h. fehlerhafte Weine, auszusortieren. Das Bestehen der Amtlichen Prüfung wird auf den Etiketten der Weine mit der Amtlichen Prüfnummer (AP-Nr.) ausgewiesen.

##### Qualitätswein bestimmter Anbaugebiete (QbA)
Die Anforderungen beim Qualitätswein bestimmter Anbaugebiete an den Alkoholgehalt sowie das Mostgewicht liegen zwischen 7 % und 9 % natürlichem Alkoholgehalt, das Mostgewicht zwischen 57° und 72° Öchsle. Vor der Gärung darf Zucker zugesetzt werden.

##### Qualitätswein mit Prädikat (QmP)

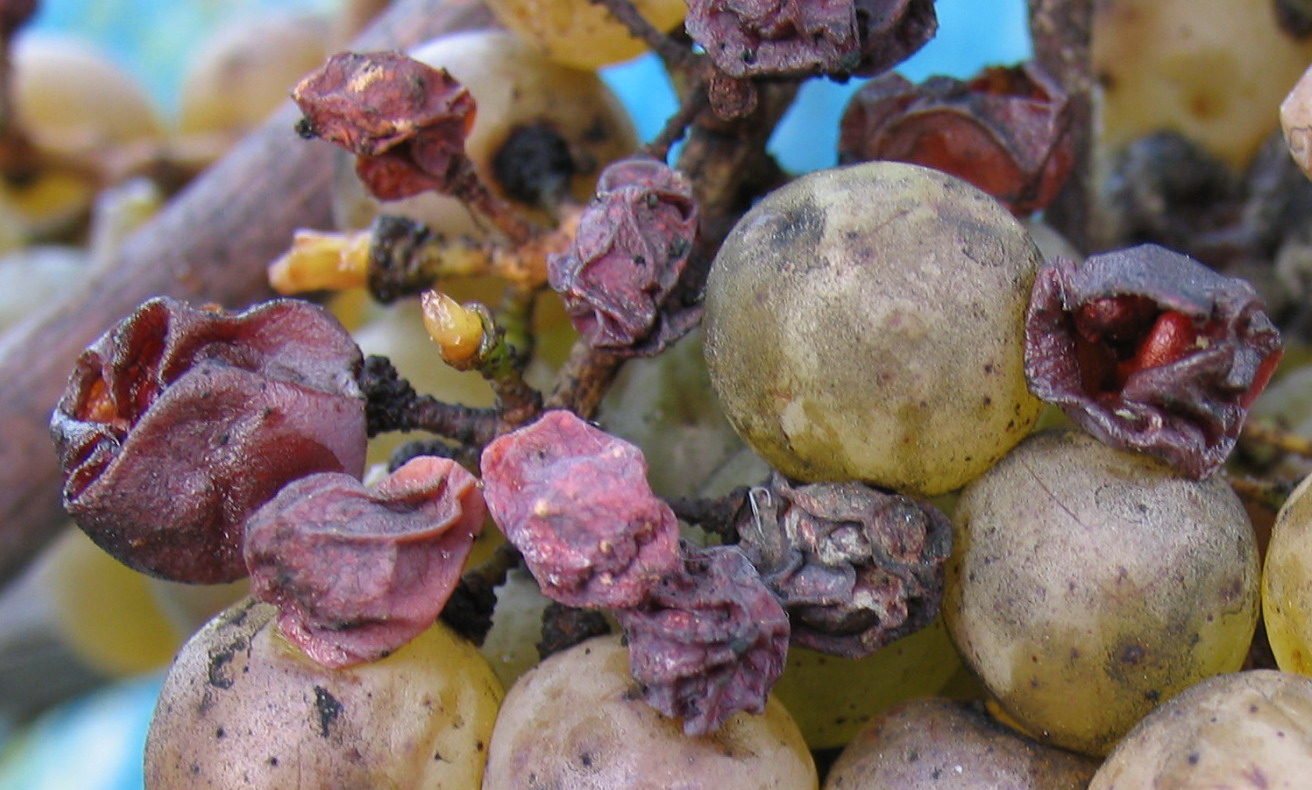
Eine Traube mit edelfaulen Beeren. Man sieht deutlich, dass nicht alle Beeren den Konzentrationsprozess durch Verdunstung durchlaufen haben. Zur Erzielung höchster Mostgewichte ist daher eine Auslese einzelner Beeren notwendig

Ein «Qualitätswein mit Prädikat» heißt von nun an «Prädikatswein». Das deutsche Bundeskabinett beschloss am 9. August 2006 eine entsprechende Änderung des Weingesetzes. Die Vereinfachung der Begriffe hatte sich bereits in der Vermarktung durchgesetzt und soll ab Beginn des Weinwirtschaftjahres 2007/2008 gelten. Hierbei wird den Betrieben eine Übergangsfrist von zwei Jahren gewährt.
Die Stufe des Prädikatswein unterteilt sich nochmals in Prädikate. Als Qualitätsmerkmal dient dabei einzig das Mostgewicht. Eine Aussage zur Qualität des Weins leitet sich daraus noch nicht ab.
- Kabinett: Die unterste Prädikatsweinstufe folgt unmittelbar dem Qualitätswein bestimmter Anbaugebiete. Der Kabinettwein ist meist vergleichsweise leicht und alkoholarm, da er trotz des niedrigen Mostgewichts nicht verbessert werden darf. Das Mindestmostgewicht liegt je nach Anbaugebiet bei 67° bis 83° Öchsle
- Spätlese: aus Trauben, die gemäß einer alten Vorgabe nach der Hauptlese geerntet werden. Waren in Zeiten des kühleren Klimas Spätlesequalitäten nur mit einem gewissen Aufwand zu erhalten, sind heute in besonders geeigneten Einzellagen die geforderten Mostgewichte relativ einfach zu erhalten. Das Mindestmostgewicht liegt je nach Anbaugebiet bei 76° bis 90° Öchsle.
- Auslese: aus absolut einwandfreien Trauben – beschädigte, kranke oder unreife Beeren werden ausgesondert. Das Mindestmostgewicht liegt je nach Anbaugebiet bei 83° bis 95° Öchsle (bei Rotwein bis 100° Öchsle).
- Beerenauslese: aus überreifen oder edelfaulen Trauben (Botrytis cinerea), deren Beeren häufig einzeln verlesen werden müssen. Das Mindestmostgewicht liegt je nach Anbaugebiet bei 110 bis 128° Öchsle.
- Trockenbeerenauslese: besteht weitestgehend aus edelfaulen, von Botrytis befallene Beeren. Das Mindestmostgewicht liegt je nach Anbaugebiet bei 150° bis 154° Öchsle.
- Als Spezialität gilt der Eiswein. Er besteht aus Beeren, die bei der Lese gefroren waren. Die Lese findet bei −6 °C oder kälter statt. Das Wasser in den Beeren erstarrt zu Eis und kommt daher beim Pressvorgang nicht in den Most. Man gewinnt daher ein Saftkonzentrat, bei dem sowohl die Zuckerwerte als auch die Säurewerte stark ansteigen. Das Mindestmostgewicht liegt wie bei der Beerenauslese je nach Anbaugebiet bei 110 bis 128° Öchsle.

### Qualitätsstufen des VDP
Entgegen der Einteilung der Weine vorrangig nach Extraktgehalt des Mostes (wie im deutschen Weingesetz), versuchte der Verband Deutscher Prädikatsweingüter seit Mitte der 1990er-Jahre stärker die Herkunft der Trauben in die Einstufung mit einzubeziehen. So orientierte man sich unter anderem an Frankreich (siehe z. B. Grand Cru) und entwickelte folgende vier Qualitätsstufen, die seit 2012 gelten (in aufsteigender Qualität):
- VDP.Gutswein
- VDP.Ortswein
- VDP.Erste Lage
- VDP.Große Lage (→Großes Gewächs)

## Weintypen
Die Geschmacksangabe, auch Süßegrade genannt, sind in der EU einheitlich geregelt, werden in den Ländern aber unterschiedlich bezeichnet.
Das Geschmacksgleichgewicht eines Weins zum einen aus der Süße (Restsüße und Alkohol) auf der einen Seite und der Säure und den Tanninen auf der anderen Seite bestimmt. Bei Weißweinen vereinfacht sich dieses Gleichgewicht, da der Anteil der Bitterstoffe (der Tannine also) nur in geringem Maße vorhanden ist. Weine mit niedrigem Zuckergehalt können bei niedrigen Säure- oder Tanningehalt also durchaus süßlich schmecken.
Dem deutschen Weißwein ist ein vergleichsweise hoher Säureanteil zu eigen. Daher wird häufig versucht, den säurehaltigen Wein durch einen Restsüßeanteil und/oder einen höheren Alkoholanteil harmonisch zu gestalten. Um dem Verbraucher eine Aussage über das vom Erzeuger angestrebte Geschmacksgleichgewicht zu liefern, wurden verschiedene Weinstile definiert. Bei Wein werden folgende Geschmacksgrade unterschieden:
- Trocken

Wein mit einem Restzuckergehalt von maximal 9 g/l, wobei der Säuregehalt höchstens 2 g/l niedriger sein darf. Klassisch trocken erlaubt nur 4 g/l Restzucker. Weine mit einem Restzuckergehalt bis 2 g/l durften bis Juli 2007 auf dem Etikett den Schriftzug „Für Diabetiker geeignet“ mit dem Zusatz „nur nach Befragen des Arztes“ führen. Aufgrund einer am 1. Juli 2007 in Kraft getretenen EU-Verordnung, nach der auf Weinetiketten und Preislisten „gesundheitsbezogene Angaben“ untersagt sind, war dies nicht mehr möglich.
- Halbtrocken

Halbtrockener Wein darf maximal 9 bis 18 g/l unvergorenen Zucker enthalten, wobei der Zucker nicht mehr als 10 g/l über dem Säuregehalt liegen darf. Diese Weine haben eine leichte Restsüße. Bei hohem Säuregehalt können sie durchaus noch trocken schmecken. Auf diesen Geschmacksgrad trifft daher am ehesten die Aussage der dienenden Restsüße zu.
- Lieblich, halbsüß

Wein mit deutlich süßer Geschmacksausrichtung. Nach dem deutschen Weingesetz liegt der Restzuckergehalt über dem der halbtrockenen Weine, das heißt ab 18 g/l bis zu 45 g/l Restzucker.
- Süß

Der Geschmack von süßen Weinen wird von Zucker oder anderen süßen Weininhaltsstoffen dominiert. Das europäische Weingesetz definiert bei süßen Weinen einen Restzuckergehalt von mehr als 45 g/l.

## Vermarktung
Im Jahr 2012 wurden 1,3 Millionen Hektoliter Deutscher Wein exportiert. Damit wurde ein Trend bestätigt, der darin liegt, dass mengenmäßig weniger Wein verkauft wird, aber der Wert der exportierten Qualitäten steigt. Deutscher Wein wird vor allem in die USA exportiert, gefolgt von den Niederlanden und Großbritannien als Exportland. Die deutschen Exporteure konnten eine Preissteigerung um 8,4 % durchsetzen.
| Exportländer für deutschen Wein | Wert (Millionen Euro) 2012 | Menge (Hektoliter) 2012 |
| ------------------------------- | -------------------------- | ----------------------- |
| USA                             | 89                         | 257.000                 |
| Niederlande                     | 36                         | 217.000                 |
| Vereinigtes Königreich          | 27                         | 173.000                 |
| Norwegen                        | 24                         | 61.000                  |
| Kanada                          | 17                         | 55.000                  |
| Schweden                        | 16                         | 105.000                 |
| Japan                           | 14                         | 34.000                  |
| China                           | 13                         | 34.000                  |
| Russland                        | 7                          | 61.000                  |
| Belgien/Luxemburg               | 7                          | 35.000                  |

### Das Weinetikett

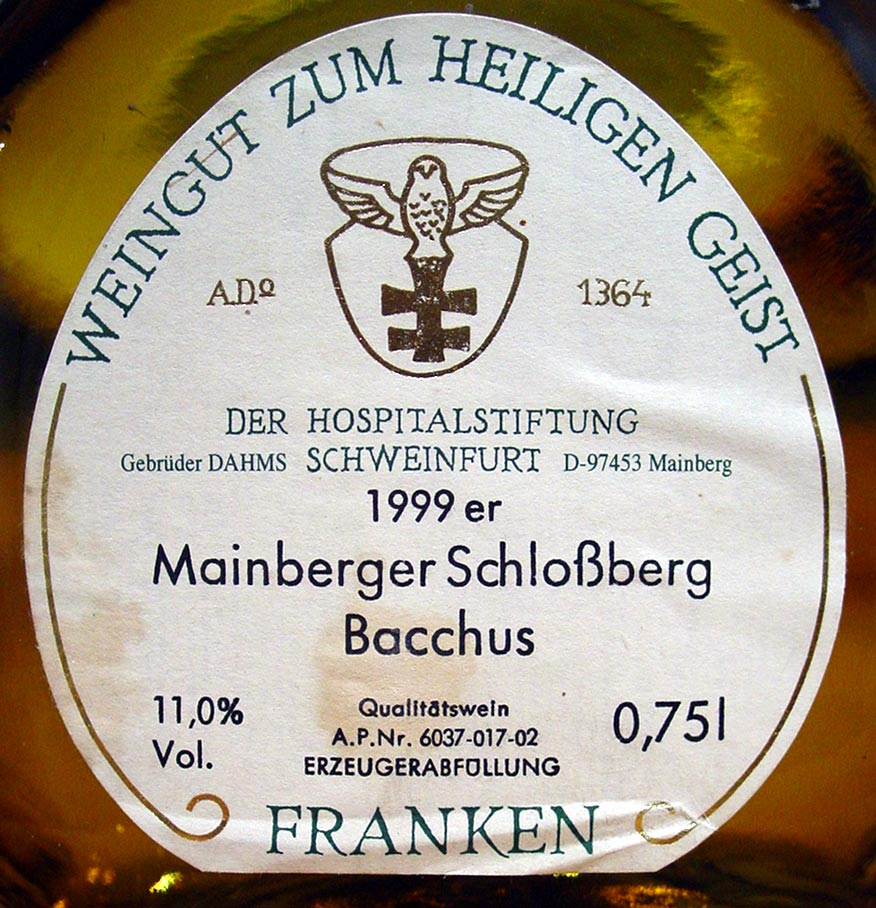
Weinetikett auf einem Bocksbeutel

Das Weinetikett stellt für den Verbraucher eine Informationsgrundlage für den Kauf von Weinen dar. Jedes Weinbehältnis mit einem Volumen von unter 60 Litern muss etikettiert sein.
Das Bezeichnungsrecht für Wein regelt detailliert Inhalt und teilweise auch formale Kriterien (wie Schriftgröße) der Angaben auf dem Etikett. Grundsätzlich gilt das Prinzip, dass Angaben auf dem Etikett verboten sind, wenn sie nicht ausdrücklich erlaubt sind. Bestimmte der möglichen Angaben sind verpflichtend vorgeschriebene Angaben, andere sind wahlweise zu gebrauchen.

#### Vorgeschriebene Angaben
Verpflichtend vorgeschriebene Angaben müssen leicht lesbar im gleichen Sichtbereich auf dem Etikett angebracht sein.
- Qualitätsstufe: beispielsweise Qualitätswein, Landwein
- Geografische Herkunft: Die Angabe der geografischen Herkunft ist teilweise verpflichtend vorgeschrieben, teilweise wahlweise zu gebrauchen. Das hängt ab von der Qualitätsstufe und davon, wie detailliert die geografische Angabe ist.
- Abfüller: Die Angabe des Abfüllers muss auch den Ort umfassen, in dem der Abfüller seinen Sitz hat. Unter Umständen kann die Abfüllerangabe mit einer Kennziffer codiert sein.
- Alkoholgehalt: Der vorhandene Alkoholgehalt muss in der Einheit Volumenprozent angegeben werden.
- Nennvolumen bezeichnet das Volumen der Flasche.
- Weinart, beispielsweise Rotwein. Diese Angabe ist nur eingeschränkt zwingend.
- Loskennzeichnung zur Identifizierung des Weines; bei Qualitätswein wird die Loskennzeichnung ersetzt durch die amtliche Prüfungsnummer.
- enthält Sulfite: Seit 2006 ist diese Angabe verpflichtend vorgeschrieben, wenn der Wein bei der Herstellung geschwefelt wurde.
- weitere Ausnahmen zur Kennzeichnungspflicht[77] laufen am 30. Juni 2012 aus (laut EU-Verordnung Nr. 1266/2010 zu Etikettierungsvorschriften für Weine). Potentielle Allergene müssen dann als verpflichtende Angabe ausgewiesen werden. Dies betrifft Hausenblase (Kennzeichnung: Enthält Fisch), Albumin (Kennzeichnung: Enthält Ei) und Kasein (Kennzeichnung: Enthält Milch).[78] Nach Aussagen allergologischer Experten gibt es jedoch keine eindeutige Risikoabschätzung in diesem Punkt.[79]

#### Wahlweise Angaben
Die wichtigsten wahlweise zu gebrauchenden Angaben sind:
- Jahrgang, d. h. das Jahr, in dem die Trauben für den Wein gewachsen und in der Regel auch geerntet wurden. Der Jahrgang darf nur angegeben sein, wenn mindestens 85 % des Weins aus der Ernte des jeweiligen Jahrgangs stammen.[80]
- Rebsorte, wie Riesling. Es kann die Rebsorte angegeben werden, aus der der Wein zu mindestens 85 % gekeltert wurde. Die Angabe zweier Rebsorten ist ebenfalls möglich, dann muss der Wein aber zu 100 % aus diesen Rebsorten bestehen.
- Geschmacksangabe  Es sind die Bezeichnungen „Trocken“, „Halbtrocken“, „Lieblich“ oder „Süß“ zulässig.
- Weinort und Lage, dies beschreibt die genaue Herkunft des Weins: beispielsweise Assmannshäuser Höllenberg. Für den Verbraucher ist jedoch häufig nicht ersichtlich, ob es sich um eine Großlage oder eine Einzellage handelt.
- Zusätzliche Angaben wie beispielsweise Trinktemperaturen, Speiseempfehlungen sind seit 2007 zulässig.

### Classic, Selection und Hochgewächs
Da sich der deutsche Wein in seiner Komplexität aus Geschmacksgraden, Rebsorten und einem unübersichtlichen Lagensystem nur schwierig vermarkten lässt, gibt es immer wieder Bestrebungen zur Vereinfachung der Kennzeichnung bei wiedererkennbarem Geschmacksbild.

#### Hochgewächs
Die Bezeichnung „Hochgewächs“ wurde 1987 für einen „Typenwein besonderer Herkunft“ im Weingesetz verankert. Diese Bezeichnung ist allein dem Riesling vorbehalten, der die Q. b. A.-Qualitätsstufe aufweisen muss. Das Hochgewächs ist damit potentiell leichter als ein Riesling Kabinett. Hochgewächse müssen einen natürlichen Alkohol-Gehalt haben, der mindestens 1,5 % vol oder aber 7° Oechsle über dem Richtwert liegt, der für das Anbaugebiet gilt. Bei der Prüfung zur amtlichen Prüfnummer müssen die Weine zumindest 3,0 (statt 1,5) Punkte erzielen.

#### Weintyp Classic
Der Classic-Wein wird als trockener Wein vermarktet, ist aber in seiner Definition eine Mischung aus trocken beziehungsweise halbtrocken. Dabei lautet die Vorgabe, dass der Restzuckergehalt maximal doppelt so hoch wie der Säuregehalt des Weines sein darf, jedoch nie mehr als 15 Gramm/Liter betragen darf. Der natürliche Alkoholgehalt muss bei mindestens 12 % vol liegen. Ausnahme bilden die Moselweine, bei denen das Minimum bei 11,5 % vol liegt. Die Weine sollen die Typizität einer Anbauregion verkörpern. Auf die Angabe von Weinlagen wird verzichtet. Die Weine dürfen nur aus einer einzigen Rebsorte hergestellt werden. Ausnahme bildet hier der württembergische Trollinger mit Lemberger. Die Wahl der Rebsorten beschränkt sich dabei auf klassische Rebsorten, die je Anbaugebiet definiert wurden. Trotzdem wurden einige Neuzüchtungen in die Liste aufgenommen:
- Ahr: Frühburgunder, Riesling, Spätburgunder
- Baden: Grauburgunder, Gutedel, Riesling, Rivaner, Silvaner, Spätburgunder, Weißer Burgunder
- Franken: Domina, Müller-Thurgau, Silvaner, Spätburgunder, Weißer Burgunder
- Hessische Bergstraße: Grauburgunder, Riesling, Spätburgunder, Weißer Burgunder
- Mittelrhein: Grauburgunder, Riesling, Spätburgunder, Weißer Burgunder
- Mosel: Elbling, Grauburgunder, Riesling, Rivaner, Weißer Burgunder
- Nahe: Dornfelder, Grauburgunder, Müller-Thurgau, Portugieser, Riesling, Scheurebe, Silvaner, Spätburgunder, Weißer Burgunder
- Pfalz: Dornfelder, Grauburgunder, Riesling, Rivaner, Spätburgunder, Weißer Burgunder
- Rheingau: Riesling
- Rheinhessen: Dornfelder, Grauburgunder, Portugieser, Riesling, Rivaner, Silvaner, Spätburgunder, Weißer Burgunder
- Saale-Unstrut: Gewürztraminer, Kerner, Müller-Thurgau, Portugieser
- Sachsen: Gewürztraminer, Grauburgunder, Riesling, Spätburgunder, Weißer Burgunder
- Württemberg: Dornfelder, Grauburgunder, Kerner, Lemberger, Riesling, Schwarzriesling, Silvaner, Spätburgunder, Trollinger

#### Weintyp Selection
Der Selection-Wein wird ebenfalls als trockener Wein vermarktet. Der Restzuckergehalt darf maximal 9 Gramm/Liter betragen (beim säurebetonten Riesling max. 12 Gramm/Liter). Der natürliche Alkoholgehalt muss bei mindestens 12,2 % vol liegen. Die Weine dürfen nur aus einer einzigen Rebsorte hergestellt werden. Das Traubenmaterial stammt aus einer Einzellage, die vom Winzer als geeignete Lage angemeldet werden muss. Vorgeschrieben sind ferner die Handlese sowie eine Ertragsbeschränkung auf 60 Hektoliter/Hektar. Die Wahl der Rebsorten beschränkt sich dabei auf klassische Rebsorten, die je Anbaugebiet definiert wurden. Auch hier wurden trotzdem diverse Neuzüchtungen in die Liste aufgenommen:
- Ahr: Frühburgunder, Riesling, Spätburgunder
- Baden: Auxerrois, Chardonnay, Grauburgunder, Gutedel, Müller-Thurgau, Riesling, Saint Laurent, Schwarzriesling, Silvaner, Spätburgunder, Weißer Burgunder
- Franken: Grauburgunder, Rieslaner, Riesling, Silvaner, Spätburgunder, Weißer Burgunder
- Hessische Bergstraße: Grauburgunder, Müller-Thurgau, Riesling, Rivaner, Silvaner, Spätburgunder, Weißer Burgunder
- Mittelrhein: Grauburgunder, Riesling, Spätburgunder, Weißer Burgunder
- Mosel: Riesling
- Nahe: Grauburgunder, Riesling, Spätburgunder, Weißer Burgunder
- Pfalz: Chardonnay, Gewürztraminer, Grauburgunder, Rieslaner, Riesling, Schwarzriesling, Saint Laurent, Spätburgunder, Weißer Burgunder
- Rheingau: Riesling, Spätburgunder
- Rheinhessen: Chardonnay, Frühburgunder, Gewürztraminer, Grauburgunder, Portugieser, Riesling, Silvaner, Spätburgunder, Weißer Burgunder
- Saale-Unstrut: Riesling, Silvaner, Spätburgunder, Weißer Burgunder
- Sachsen: Gewürztraminer, Grauburgunder, Riesling, Spätburgunder, Weißer Burgunder
- Württemberg: Dornfelder, Grauburgunder, Kerner, Lemberger, Riesling, Schwarzriesling, Silvaner, Spätburgunder, Trollinger

## Fachsprache
Die deutschsprachige Fachterminologie des Weinbaus erfassen das Wörterbuch der deutschen Winzersprache und der Wortatlas der kontinentalgermanischen Winzerterminologie.

## Trivia
Die Deutsche Post gab am 7. September 2017 eine Sondermarke Weinanbau in Deutschland zu 0,70 € heraus.

## Audio-CD
- Hans Reiner Schultz erzählt Grundlagen des modernen Weinbaus. Konzeption und Regie: Klaus Sander. 2 Audio-CDs, 139 Minuten. Berlin: supposé 2015, ISBN 978-3-86385-010-4

## Film
- Weinbau in Deutschland – ein Videofilm des Bundesministeriums für Ernährung und Landwirtschaft (BMEL), Deutschland, 1. April 2015, 6:02 Min., Online-Video
Vorgestellt wird die Arbeit des Winzers mit dem Porträt eines Moselwinzers, Forschung zum Weinbau, u. a. Institut für Rebenzüchtung Geilweilerhof, Hochschule Geisenheim, mit Monika Christmann, Nadine Poss und Bedeutung des Sektlands Deutschland.